# Minas Gerais
Pour les articles homonymes, voir Minas et MG.
Le Minas Gerais (prononcé : /ˈminɐs ʒeˈɾajs/) est l'un des États fédérés du Brésil. 
Il se situe au nord de la région Sudeste. Sa capitale est Belo Horizonte, la troisième aire urbaine du pays après São Paulo et Rio de Janeiro. Sa superficie est de 586 522 km2 et il comptait 21 119 536 habitants en 2017. En 2019, l'État, qui compte 10,1 % de la population brésilienne, est responsable de 8,7 % du PIB brésilien,,,.
Le Minas Gerais est connu pour ses villes de l'époque coloniale fondées au XVIIIe siècle, lors de la ruée vers l'or. Dotées de rues pavées, de riches demeures ouvragées et d'églises baroques - certaines décorées par le sculpteur Aleijadinho - les villes les plus célèbres sont São João del-Rei, Tiradentes et surtout Ouro Preto, l'ancienne capitale.
Cet État est riche en mines de pierres précieuses (émeraudes en particulier). Son nom en portugais signifie d'ailleurs « Mines communes », allusion aux mines qui dépendaient alors de la Couronne portugaise.

## Géographie

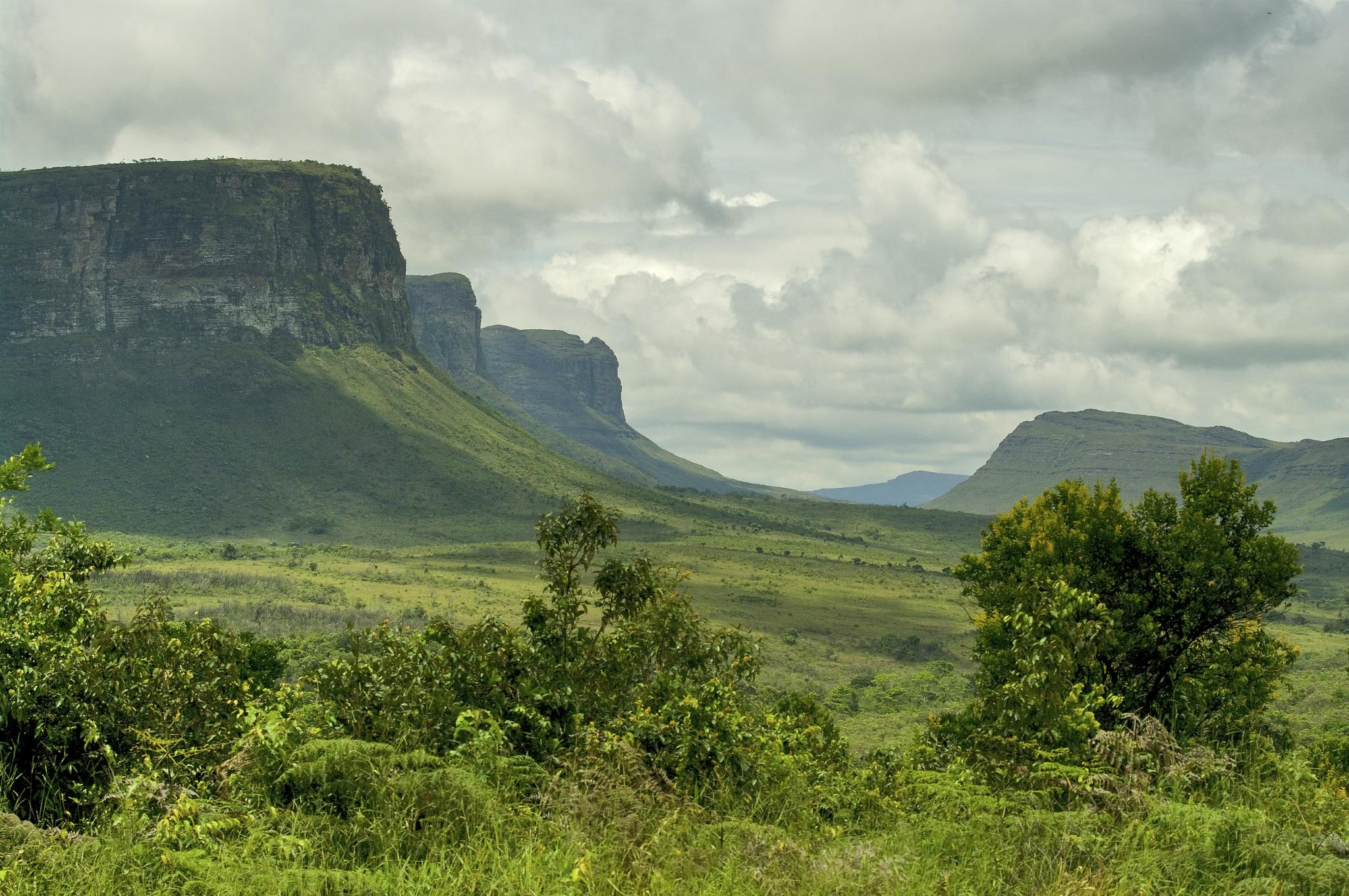
Chapada Diamantina.

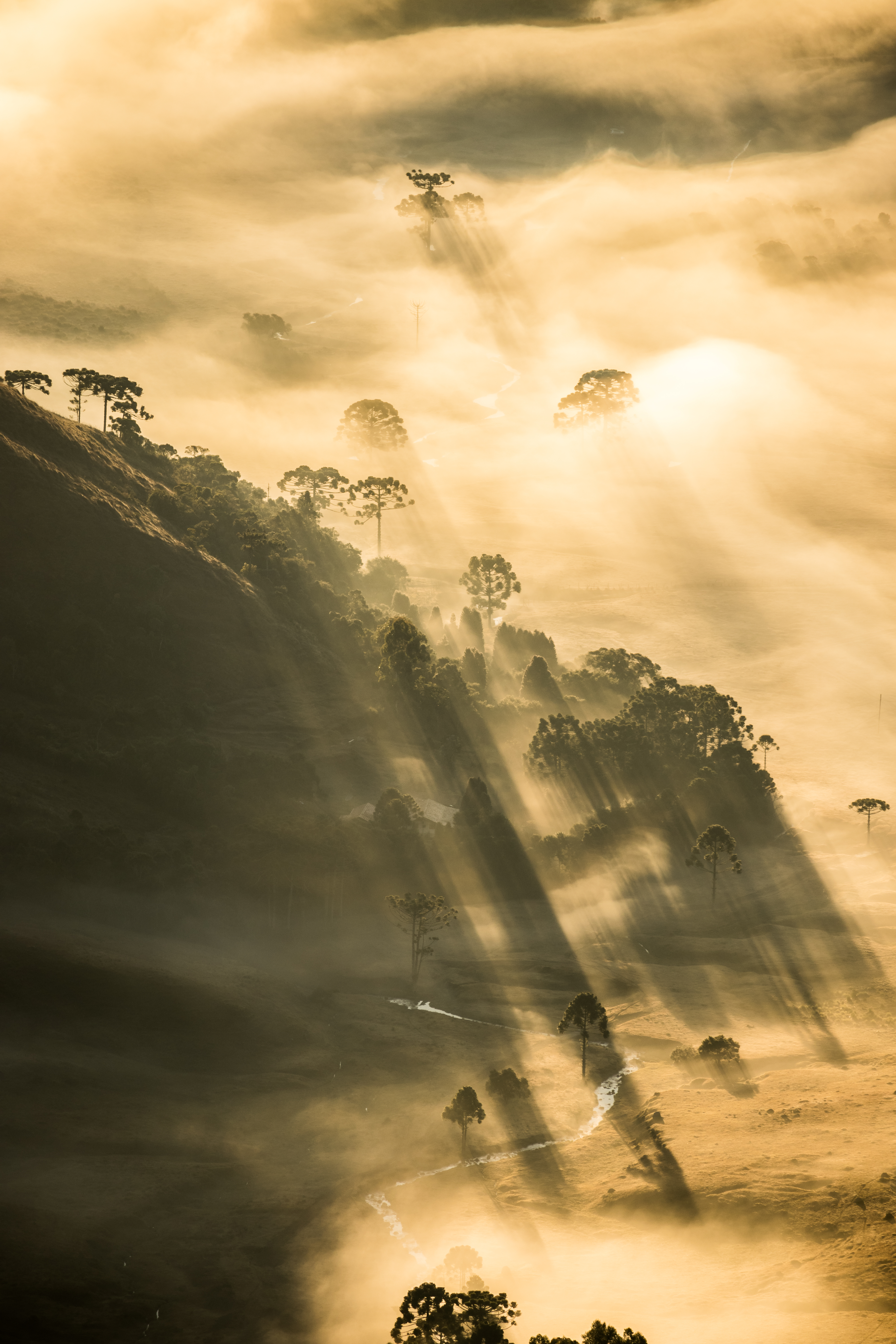
Ombres au Pico do Papagaio (Minas Gerais).

Le Minas Gerais est appelé « l'État montagnard du Brésil », car le Sud et le Sud-Est correspondent aux hautes terres brésiliennes, avec la serra da Mantiqueira et la serra do Espinhaço. Ces régions sont un centre de dispersion des eaux, où naissent le São Francisco, le rio das Velhas, le rio Grande et le rio Doce. Au sud-ouest, s'étend le triangle mineiro, avec ses plateaux de grès, d'une extraordinaire diversité géologique et d'une grande richesse en minerais ferreux et non ferreux. La partie occidentale du Minas Gerais correspond aux chapadas (plateaux) qui encadrent la vallée du São Francisco. Au Nord, enfin, s'étend la région de la chapada Diamantina. À mesure que l'on s'avance vers le nord, le climat tropical des hautes terres fait place à un climat semi-aride. La forêt et la savane arborée disparaissent au profit d'une maigre forêt sèche ou d'une brousse à épineux (caatinga).

## Histoire

### Période précolombienne
Le territoire de l'actuel État du Minas Gerais est habité depuis 12 000 ans ; le plus ancien fossile humain découvert sur le continent américain à Lapa Vermelha (région métropolitaine de Belo Horizonte) date de cette époque. Puis, il y a environ 4 000 ans, l'agriculture fit son apparition dans la région (culture de légumes et de maïs), suivie par la production de céramique il y a 2 000 ans. Jusqu'au XVIe siècle, la région fut occupée par des populations de langue macro-gê, tels que les Xacriabá, les Maxacali, les Crenaque, les Aranã, les Mocurin, les Actu-Auá-Araxá et les Puri. À l'arrivée des Portugais, nombre d'entre eux furent capturés par des Bandeirantes et vendus comme esclaves.

### Débuts de la colonisation

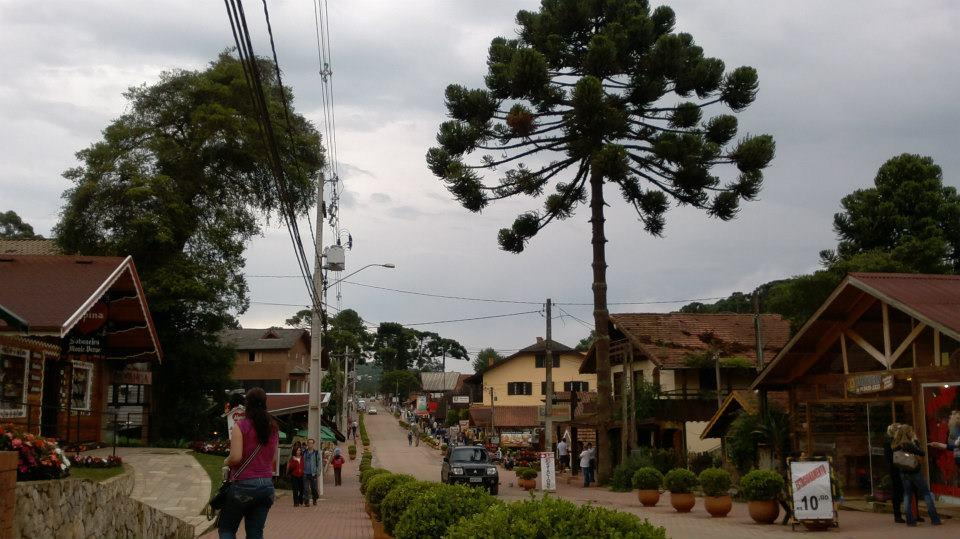
La ville de Monte Verde, au sud de l’État, est l'endroit le plus froid du Minas Gerais et les températures peuvent y être négatives en hiver. Elle possède une influence germanique notable.

Depuis le début de la colonisation portugaise, des colons s'aventurèrent à l'intérieur des terres, à la recherche de métaux précieux. À la fin du XVIe siècle, la découverte d'or dans la région se répandit. Initialement, l'or était extrait du lit des rivières, obligeant les prospecteurs à se déplacer quand les gisements s'épuisaient. Plus tard, l'ouverture de mines entraîna l'installation permanente de mineurs, à l'origine des premiers noyaux de colonisation. Entre 1700 et 1820, plus de 1 200 tonnes d'or ont été extraites des mines, c'est-à-dire 80 % de la production du précieux métal au cours de cette période.
En 1708, eut lieu le premier grand conflit de la région, entre Emboabas (« Ceux qui offensent » en langue tupi) et Paulistas, originaires de la province de São Paulo. Vaincus, ces derniers s'en allèrent coloniser des régions plus éloignées. La création de la capitainerie de Minas de Ouro en 1709 (appelée à partir de 1720 Minas Geraes) contribua également à mettre fin au conflit.
La population de la capitainerie continua de croître, attirée par la richesse du sous-sol, mais l'activité agricole se limitait à de petites exploitations pratiquant une agriculture de subsistance. Le travail forcé favorisa l'arrivée massive d'esclaves noirs en provenance notamment de la capitainerie de la baie de Tous les Saints, au nord-est. Certains de ceux qui parvinrent à s'échapper constituèrent des communautés organisées d'esclaves marrons — ou quilombos (du kimbundu, une langue bantoue d'Angola).

### Émergence du mouvement d'indépendance
À partir de la seconde moitié du XVIIIe siècle, la production d'or donna des signes évidents de déclin. Ceci encouragea la couronne portugaise à augmenter les taxes et à confisquer les biens de ceux qui ne pouvaient ou ne voulaient pas payer. En réaction, un profond mécontentement de la part des Mineiros, les habitants de la région, vit le jour. Influencés par les idéaux des Lumières nés en Europe, l'élite créole soutint un projet républicain pour le Minas Geraes. Mais en échange de l'annulation de ses dettes, Joaquim Silvério dos Reis (pt) dénonça ses condisciples, qui furent arrêtés avant que ne débute l'insurrection. Ceux qui avaient des liens étroits avec le pouvoir ne furent pas inquiétés, au contraire des révolutionnaires de plus humble extraction. Le plus célèbre d'entre eux, Joaquim José da Silva Xavier, exerça divers métiers : arracheur de dents (d'où son surnom de Tiradentes), tropeiro, exploitant minier, commerçant et militaire. Afin de réprimer d'autres mouvements, Tiradentes fut pendu et démembré, les parties de son corps étant éparpillées sur les routes d'accès de la capitainerie.
À cette époque, la majorité de la population se concentrait dans les centres urbains et les régions minières. Mais avec l’épuisement des gisements d’or et de diamants, de nombreux Mineiros partirent s'installer ailleurs dans la région ou au-delà (au Goiás notamment).

### Empire du Brésil
Après l'indépendance (1822) et l'instauration de l'empire du Brésil, le parti conservateur prit le pouvoir en 1840, provoquant la révolte des libéraux. Des conflits armés éclatèrent dans la province de São Paulo, avec le soutien de Mineiros libéraux. Pour contenir les insurgés, le gouvernement impérial envoya l'armée jusqu'à l'écrasement du mouvement insurrectionnel.
À partir de la fin de ce siècle, le secteur industriel commença à se développer dans la région, grâce à l'extraction de minerai de fer et à la production de textile, de produits laitiers, de vin, de céramique et d'articles de table. Toutefois, les activités agricoles, poussées par le développement de la caféiculture, dominaient toujours l’économie mineira.

### Période républicaine
La république des États-Unis du Brésil (de 1894 à la révolution de 1930) se caractérisa par un renforcement du pouvoir des élites régionales, en particulier celles du sud et du sud-est du pays. Les dirigeants politiques du pays étaient alors surtout originaires des États de São Paulo et de Minas Geraes, d'où l'appellation de politique du « Café au lait », en raison de l'importance économique de la production caféière dans le premier État et de l'élevage laitier dans le second. Dans les années 1920, un certain nombre de facteurs accélérèrent le déclin du pouvoir oligarchique, tels que des soulèvements populaires et la crise économique liée à la surproduction de café et à la Grande Dépression de 1929.
Le cycle du café présentait certaines caractéristiques préjudiciables à la croissance économique de l'État. Ainsi, les bénéfices générés par la récolte étaient, en partie, destinés aux ports d’exportation des États voisins. En outre, le manque d'unité et de moyens de communications modernes entre les différentes parties du Minas Gerais (nom de l'État à partir de la réforme orthographique) fit que nombre d'entre elles entretenaient davantage de relations économiques avec les États voisins qu'entre elles. Conscients de cette situation, les dirigeants mineiros commencèrent à centraliser l’économie de l’État avec, notamment, la création d’une nouvelle capitale, Belo Horizonte, en 1897.
À partir de la fin des années 1940, le Minas Gerais connut un important processus de transformation économique sous le mandat de son gouverneur, Juscelino Kubitschek de Oliveira (1951-1955), futur président de la République (1956-1961). La CEMIG (Companhia Energética de Minas Gerais S.A.), de même que plusieurs centrales hydroélectriques et des milliers de kilomètres d'autoroutes furent alors créés. L'industrie métallurgique, favorisée par l'exploitation de riches gisements de fer dans la région centrale de l'État, devint dès lors un secteur industriel important. Durant la dictature militaire, les principaux acteurs de l'industrie locale soutinrent le régime en place et le Minas Gerais bénéficia du processus de décentralisation économique. Ceci entraîna une forte croissance urbaine, mais aussi l'immigration de centaines de milliers de Mineiros à destination des régions métropolitaines de Rio de Janeiro et de São Paulo.
Actuellement, l'État est le deuxième plus peuplé (21 119 000 habitants en 2017) et dispose du troisième PIB en importance du pays (403,550 milliards de réaux en 2012).

## Population

### Peuplement et villes

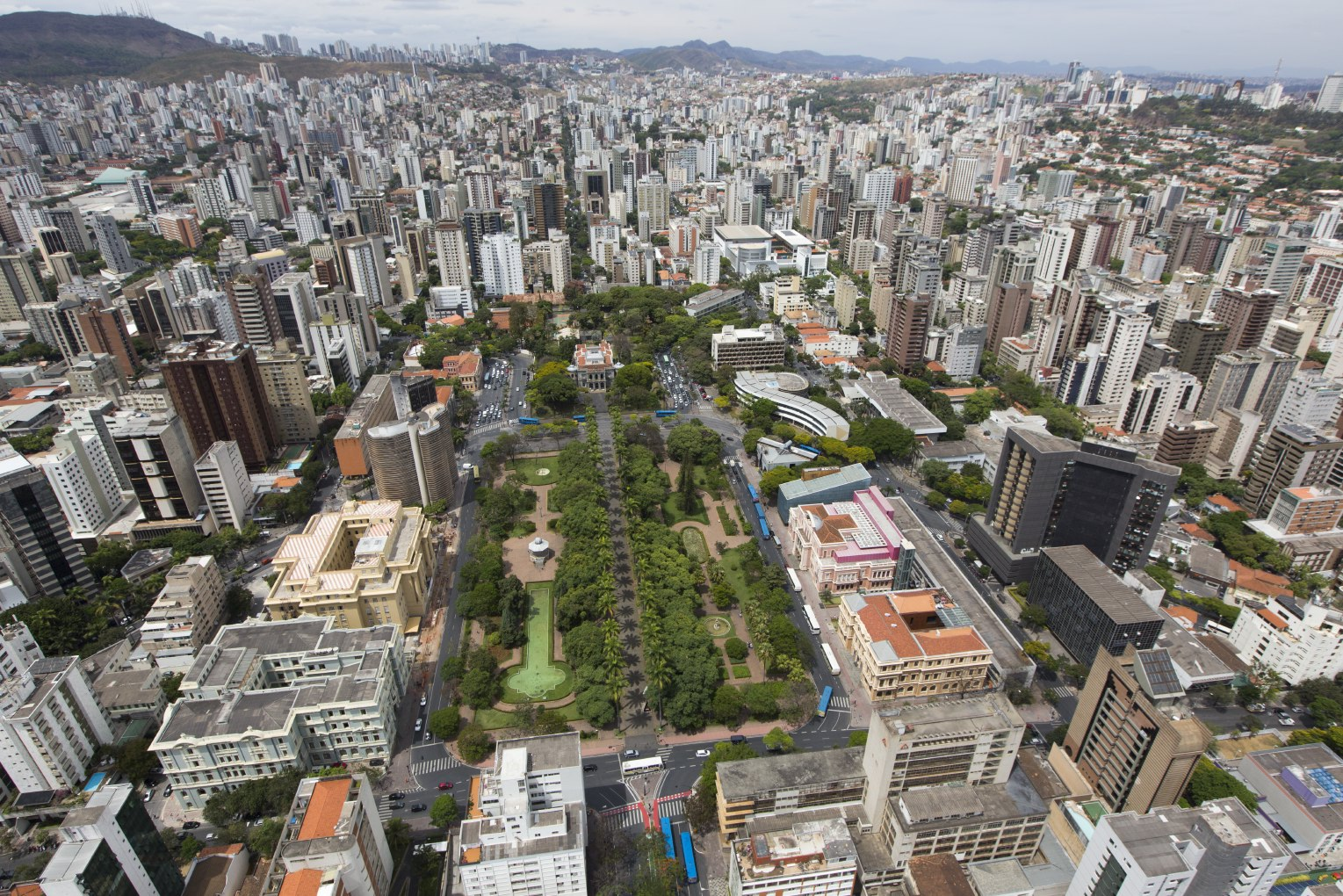
Belo Horizonte.

Le peuplement du Minas Gerais s'est surtout fait à partir du début du XVIIIe siècle, avec la découverte de mines d'or et de diamants. Les villes se développèrent à l'emplacement d'anciens campements d'orpailleurs (Ouro Preto, Mariana, São João del-Rei, Sabará, Congonhas, ou encore Diamantina). Aujourd'hui, nombre de ces villes sont assoupies et vivent au ralenti, à moins d'être animées par le tourisme.
Comme tous les autres États du Sudeste, le taux d'urbanisation du Minas Gerais est élevé, avec une très forte croissance des années 1960 jusqu'aux années 1980. La capitale, Belo Horizonte, est la commune la plus peuplée de l’État, avec 2 512 070 habitants en 2019 (plus de 5 millions dans l'aire urbaine), et trois autres villes comptent plus d’un demi-million d’habitants : Uberlândia (691 305 habitants), dans le Triangulo Mineiro, Contagem (663 855 habitants), dans la région métropolitaine de Belo Horizonte, et Juiz de Fora (568 873 habitants), au sud du territoire.

Inaugurée en 1897, Belo Horizonte est une ville-champignon qui remplaça Ouro Preto comme capitale politique et administrative du Minas Gerais. Conçue à l'origine pour 200 à 300 000 habitants, elle est aujourd'hui gênée moins par son site de bassin à 920 m d'altitude que par les conceptions quelque peu erronées de ses premiers urbanistes (ainsi, un plan en double damier croisé y rend la circulation particulièrement difficile). Favorisée par un climat tropical d'altitude agréable et par la tradition industrielle et bancaire des Mineiros, la ville est dynamique et exploite une partie de la production des gisements de fer à ciel ouvert de la région qui l'entoure. Dès les années 1940, elle a étendu ses activités industrielles au municipe voisin de Contagem. Depuis, l'industrie s'est implantée dans les municipes de Santa Luzia et de Betim (raffinerie de pétrole et montage automobile). Bien qu'étant le siège d'une grosse aciérie, Belo Horizonte souffre encore de sa jeunesse dans les domaines industriel et tertiaire, car la production de fonte et d'acier est très dispersée dans l'État, tandis que les grandes compagnies ont leurs sièges sociaux à Rio de Janeiro. À peu près à égale distance de Brasília, São Paulo et Rio de Janeiro, Belo Horizonte n'a pas aujourd'hui la zone d'influence qu'on pourrait attendre d'une ville de cette taille.

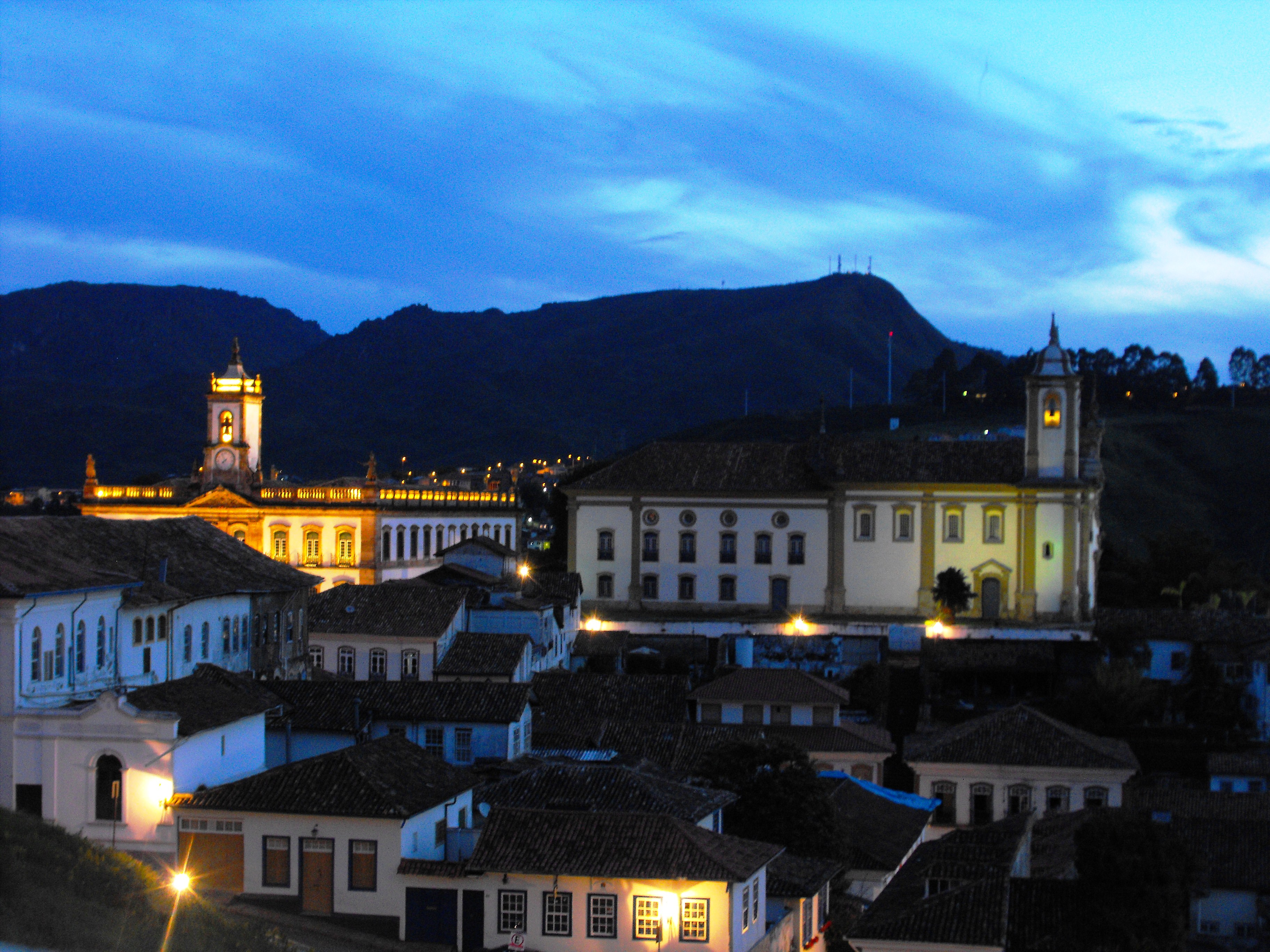
Ouro Preto et son riche patrimoine baroque.

Ouro Preto : la ville, alors appelée Vila Rica, fut fondée en 1711, à la suite de la découverte d'or par les bandeirantes à la fin du XVIIe siècle. Une foule de chercheurs d'or, bientôt rejoints par des commerçants, vint s'y installer pour faire fortune. Elle devint rapidement une ville non seulement prospère mais aussi très importante : vers 1750, elle comptait plus d'habitants que Rio de Janeiro ou New York. La richesse de la ville lui permit de construire une multitude d'églises baroques, dont plusieurs décorées par l'architecte-sculpteur Aleijadinho (le « petit estropié », car atteint de la lèpre). Avec l'épuisement des gisements aurifères, Ouro Preto fut peu à peu abandonnée et, à ce titre, a très peu changé depuis cette époque. Le cœur de la ville conserve toujours des rues tortueuses bordées de maisons aux magnifiques balcons en bois ou en fer forgé, de vieilles fontaines sculptées et d'innombrables églises. Depuis 1981, la ville est inscrite sur la liste du patrimoine mondial de l'humanité par l'UNESCO.
Au début du XVIIe siècle, des bandeirantes trouvèrent à Vila Rica une étrange pierre noire. Ils la firent analyser, ils avaient trouvé de l'or. La coloration noire était le résultat de l'oxydation du fer contenu dans le sol. Vila Rica devint alors Ouro Prêto (« or noir » en français) et la ruée vers l'or débuta.
Villes les plus peuplées selon l'estimation de l'IBGE en 2019, classées en fonction de la population de la ville :
- Belo Horizonte - 2 512 070 habitants
- Uberlandia - 691 305 habitants
- Contagem - 663 855 habitants
- Juiz de Fora - 568 873 habitants
- Betim - 439 340 habitants
- Montes Claros - 409 341 habitants
- Ribeirao das Neves - 334 858 habitants
- Uberaba - 333 783 habitants
- Governador Valadares - 279 885 habitants
- Ipatinga - 263 410 habitants
- Sete Lagoas - 239 639 habitants
- Divinopolis - 238 230 habitants
- Santa Luzia - 219 134 habitants
- Ibirité - 180 204 habitants
- Poços de Caldas - 167 397 habitants

### Composition ethnique

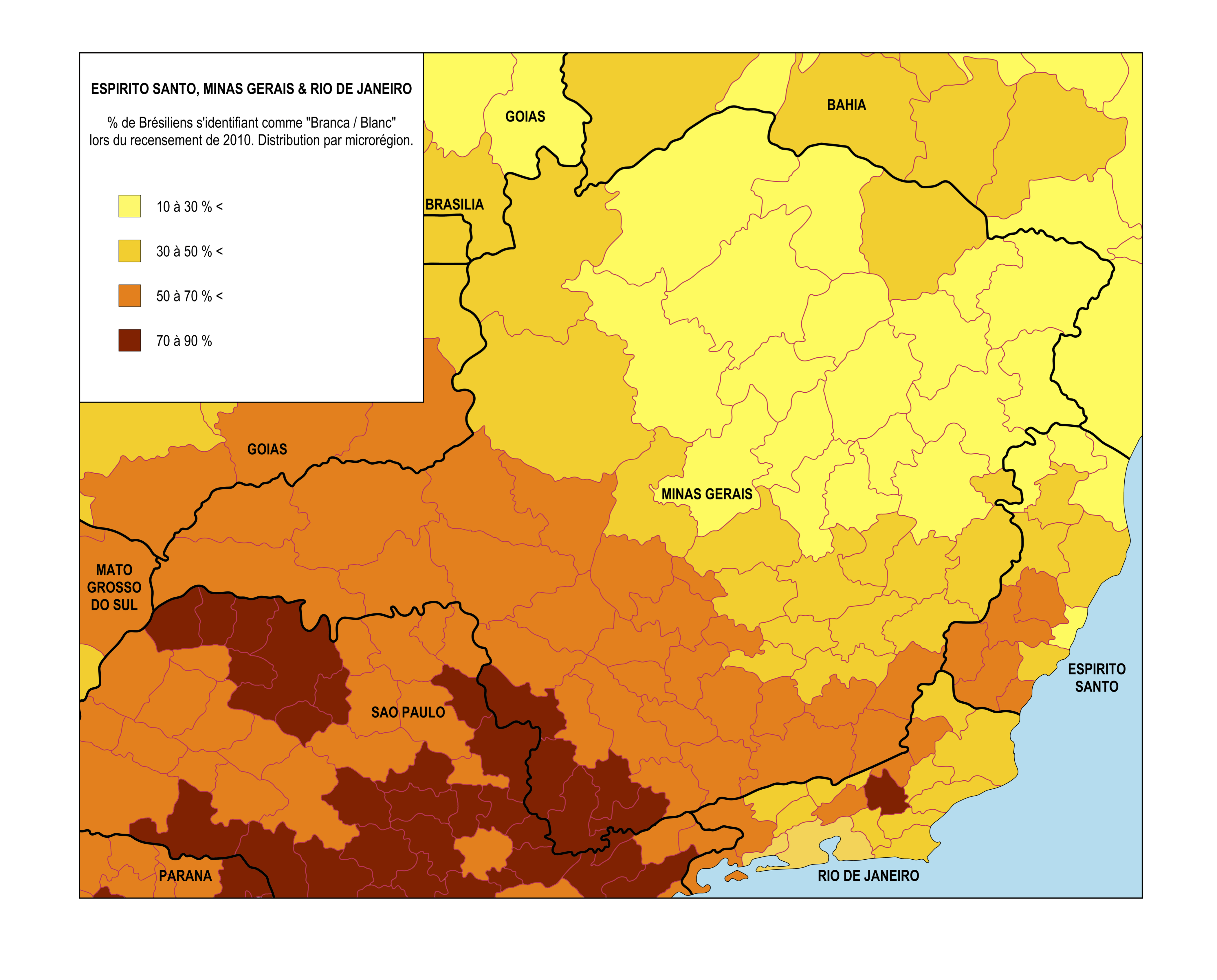
Proportion d'habitants s'identifiant comme blancs lors du recensement de 2010.

En règle générale, les Mineiros ont une très faible ascendance amérindienne, tandis que les ancêtres européens et africains prédominent. La population est largement métissée, avec 44,3 % des habitants qui déclaraient être pardos au recensement national de 2010. Ceux qui s'identifiaient comme brancos (blancs) étaient 45,4 % à la même date, dont de nombreux descendants de Portugais ou, dans une moindre mesure, d'Italiens, Espagnols, Allemands ou Syro-libanais. Les pretos (noirs) représentaient 9,2 % de la population et les Asiatiques (surtout des Nippo-Brésiliens) et indigènes constituaient un peu plus de 1 % du total.

### Religion
L'importance de la religion catholique des colons portugais domine encore au Minas Gerais, qui possède toujours l'un des plus forts taux de fidèles au Brésil. Toutefois, les évangéliques connaissent une forte croissance depuis plusieurs années. Selon les données du recensement de 2000 de l'IBGE (Instituto Brasileiro de Geografia e Estatística), la population mineira était composée à 78,70 % de catholiques romains, 13,61 % de protestants (surtout pentecôtistes), 4,60 % d'athées ou sans religion et 1,59 % de spiritistes.

L'accent parlé en Minas Gerais.

### Langue
L'accent caractéristique parlé au cœur de l'État est le mineiro.

## Économie

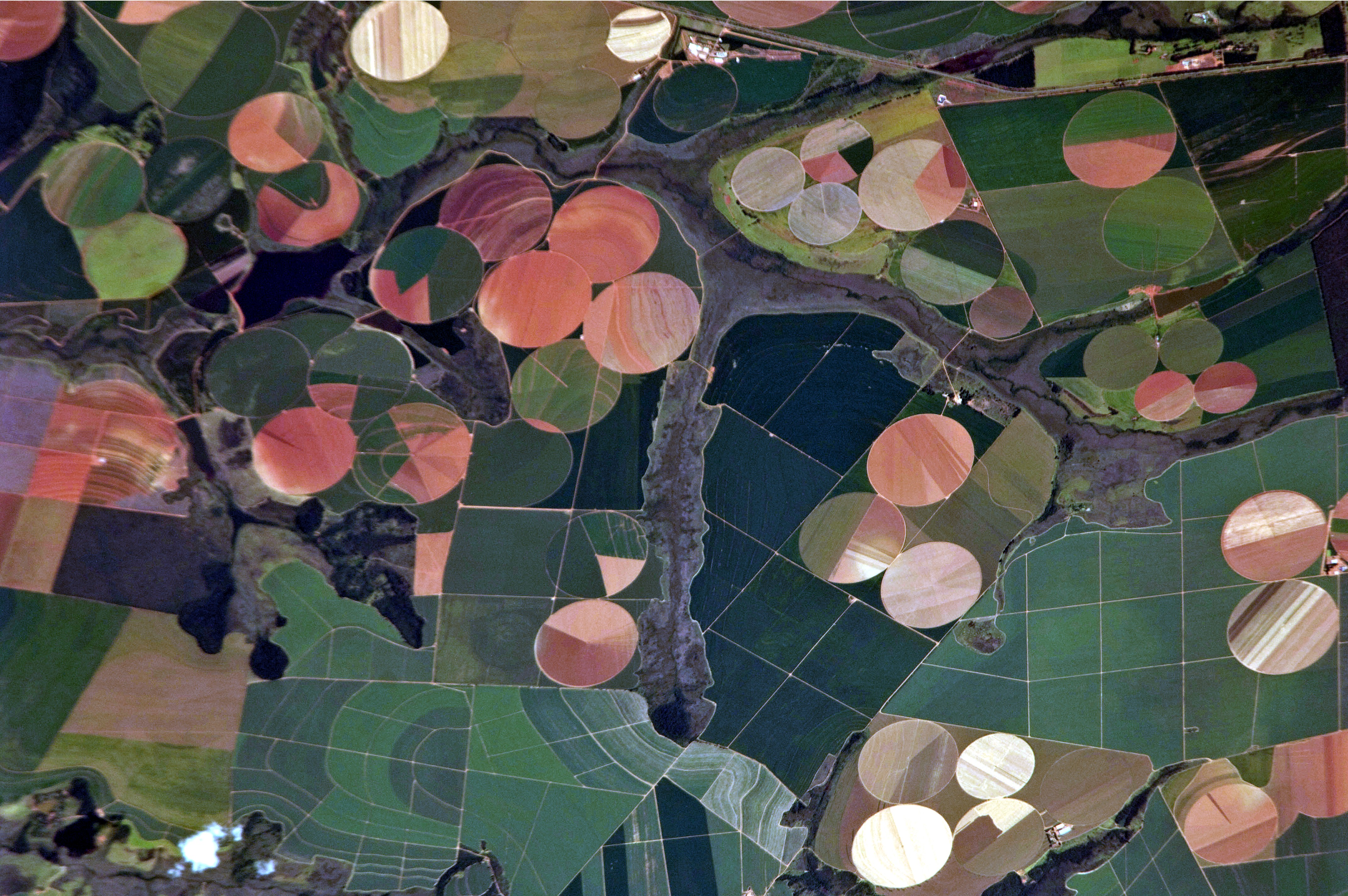
Paysage agricole diversifié dans l'ouest du Minas Gerais.

Le Minas Gerais est le deuxième plus riche État du Brésil, derrière l'État de São Paulo. Il est devenu une puissance industrielle grâce à l'extraction du fer, dont les réserves, de l'ordre de 30 milliards de tonnes, permettent une production annuelle supérieure à 30 Mt de minerai et une importante exportation. De grandes usines sidérurgiques associent cette richesse locale à la technologie et aux capitaux étrangers (allemands, belges, japonais) à Belo Horizonte, Sabará, João Monlevade, Ipatinga, Timóteo, Caeté et Governador Valadares. D'autres ressources minières sont exploitées (manganèse, or, nickel, niobium, zinc, quartz, soufre, phosphate, bauxite, pierres semi-précieuses).
Une grosse raffinerie de pétrole et de nouvelles industries (Fiat, par exemple) existent au sud de Belo Horizonte. La campagne du Minas Gerais connaît aussi d'importantes mutations : reprise de la caféiculture dans le Sud, amélioration des cheptels bovins, culture et traitement industriel du manioc près de Curvelo.

### Secteur primaire

#### Agriculture

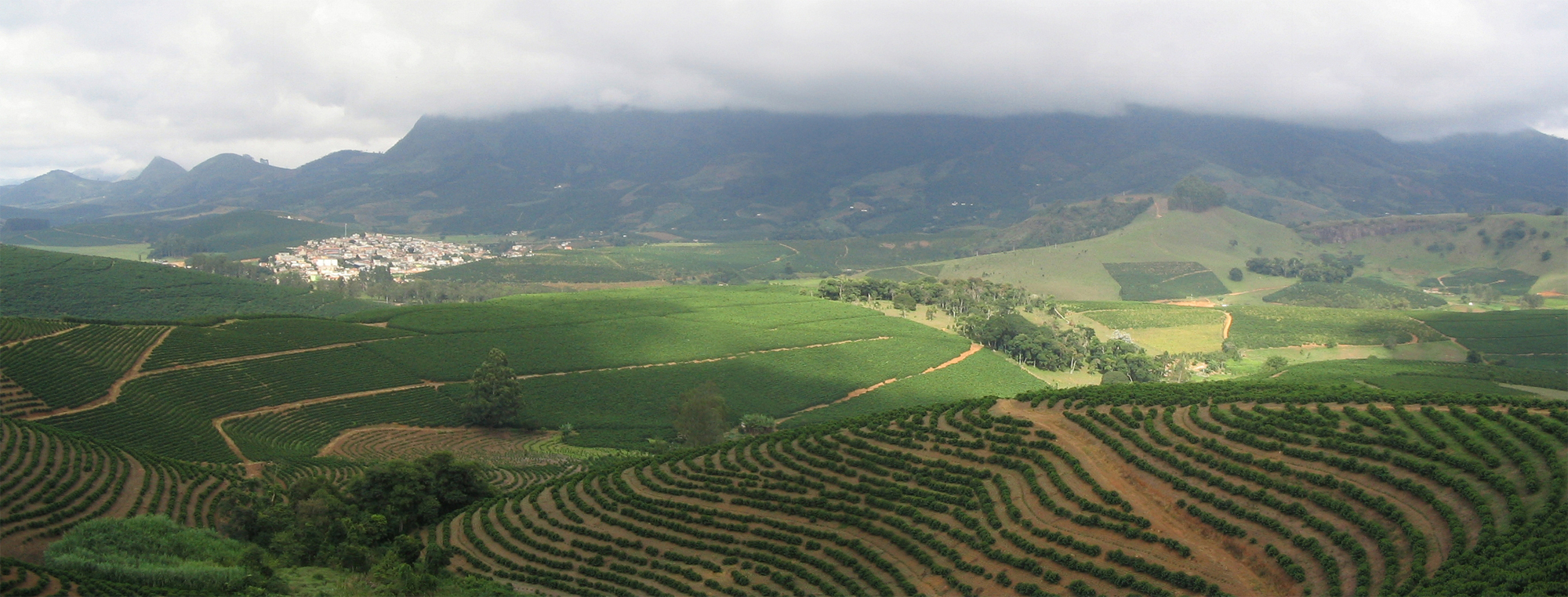
Café à São João do Manhuaçu.

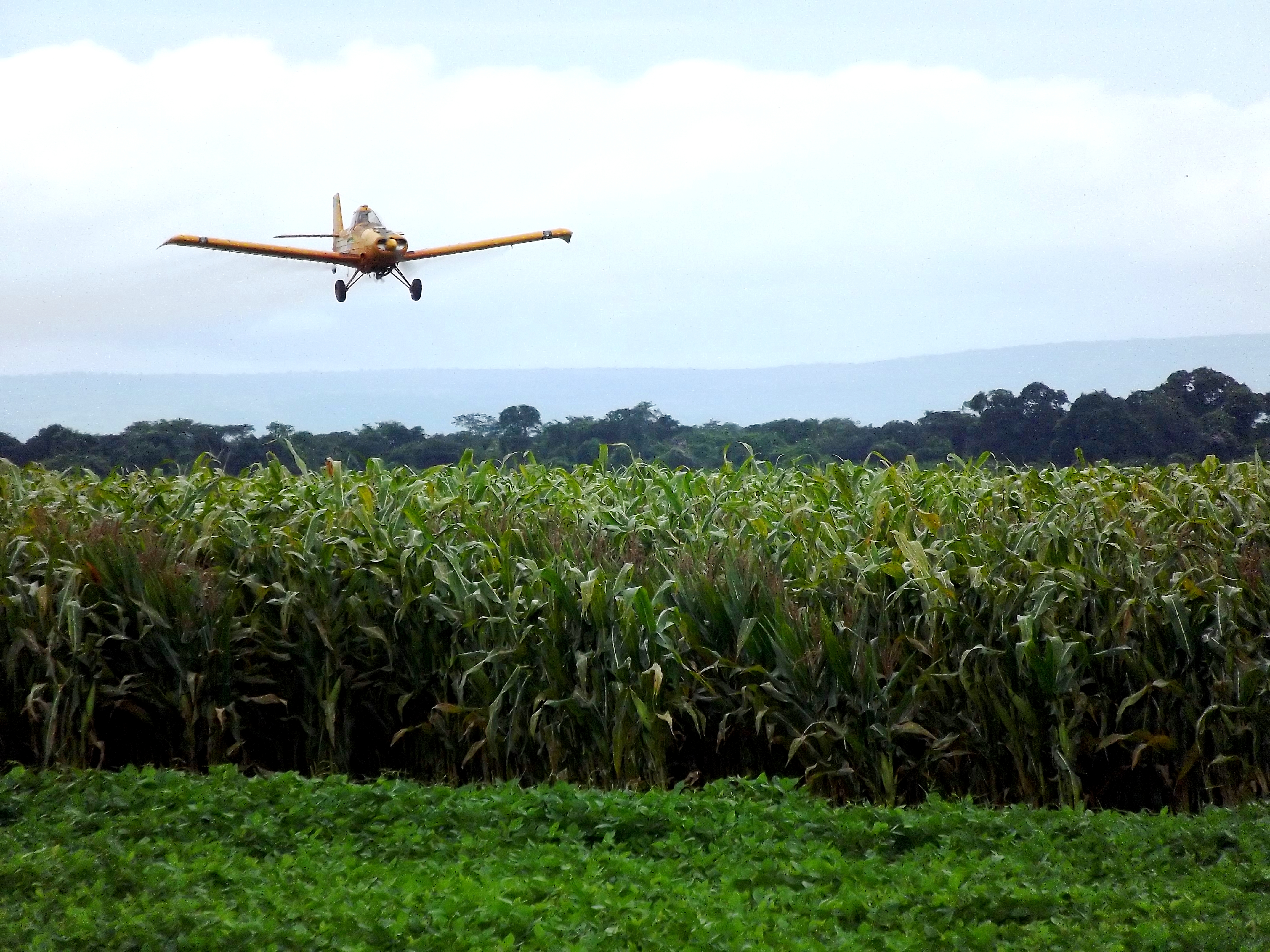
Plantation de maïs à Paracatu.

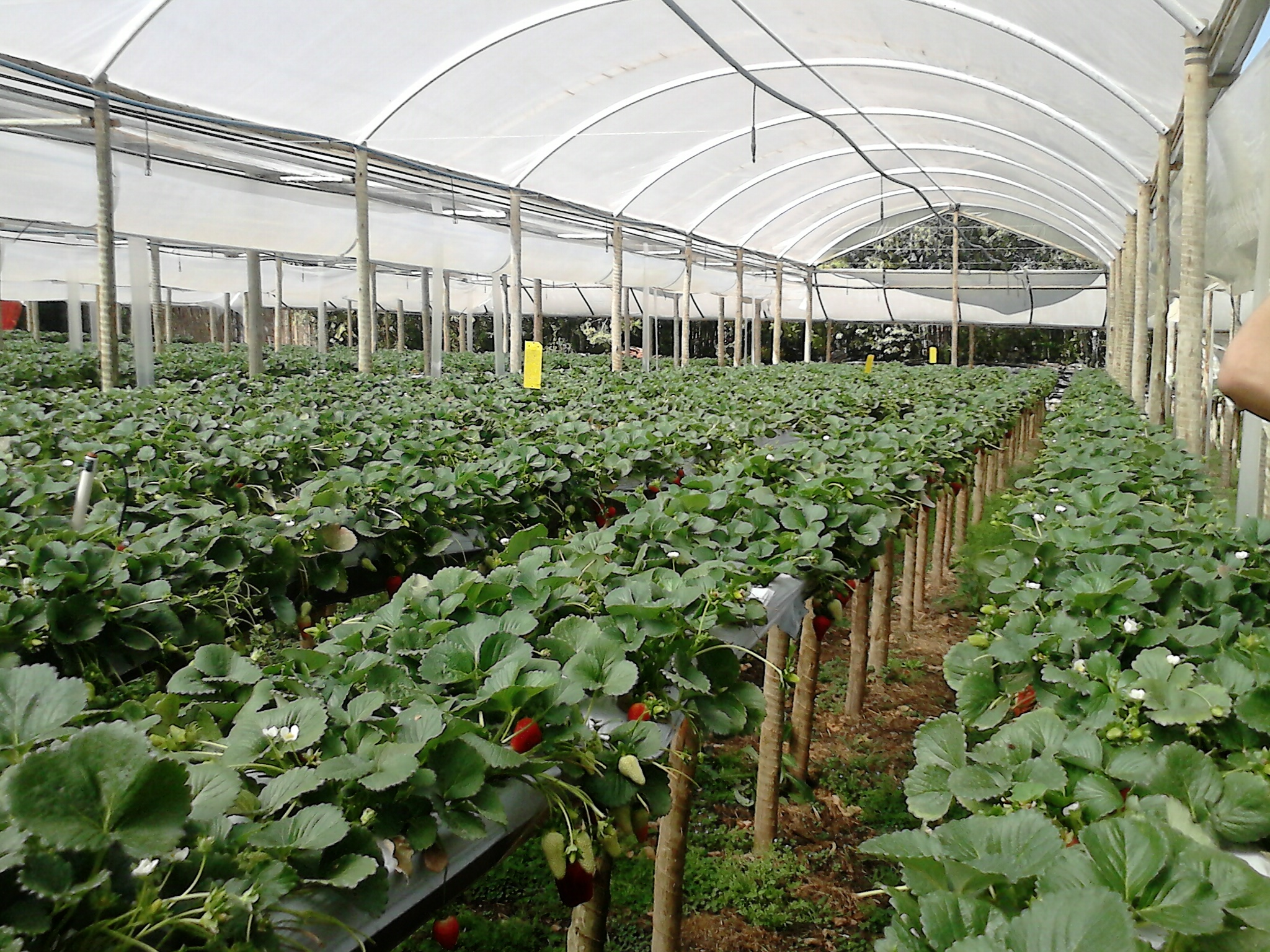
Fraise en Estiva.

Dans l'agriculture, l'État se démarque dans la production de café, canne à sucre et soja, et a également de grandes productions d'orange, haricot, sorgho, carotte, pomme de terre, banane, mandarine et fraise, en plus de produire papaye, kaki et manioc.
En 2020, Minas Gerais était le plus grand producteur de Coffea arabica du pays, avec 74 % du total national (1,9 million de tonnes, soit 31,2 millions de sacs de 60 kg). En 2017, Minas représentait 54,3 % de la production nationale totale de café (première place),.
L'État était le troisième producteur de canne à sucre au Brésil en 2020, représentant 11,1 % du total produit dans le pays, avec 74,3 millions de tonnes,,.
La culture du soja, en revanche, est en augmentation, mais elle ne fait pas partie des plus grands producteurs nationaux de cette céréale. Lors de la récolte 2018/2019, Minas Gerais a récolté 5 millions de tonnes (septième place du pays).
À propos de l'orange, Minas Gerais en était le deuxième producteur en 2018, avec un total de 948 000 tonnes.
Minas Gerais est le deuxième producteur de haricot au Brésil, avec 17,2 % de la production nationale en 2020. De plus, il est l'un des plus grands producteurs nationaux de sorgho : environ 30 % de la production brésilienne. Il occupe également le troisième rang de la production nationale de coton.
L'État était le troisième producteur de banane en 2018, avec 766 000 tonnes. Le Brésil était déjà le 2e producteur mondial de fruits, actuellement en 3e place, perdant uniquement face à l'Inde et à l'Équateur,.
En 2018, São Paulo et Minas Gerais étaient les plus grands producteurs de mandarine au Brésil. Minas était le cinquième producteur de papaye. À propos de kaki, Minas se classe troisième avec 8 %,,.
En 2019, au Brésil, il y avait une zone de production totale d'environ 4 000 hectares de fraise. Le plus grand producteur est Minas Gerais, avec environ 1 500 hectares, cultivé dans la plupart des municipalités de l'extrême sud de l'état, dans la région de Serra da Mantiqueira, avec Pouso Alegre et Estiva étant les plus grands producteurs.
En ce qui concerne la carotte, le Brésil s'est classé cinquième au classement mondial en 2016, avec une production annuelle d'environ 760 000 tonnes. Par rapport aux exportations de ce produit, le Brésil occupe la septième position mondiale. Minas Gerais est le plus grand producteur du Brésil. Parmi les centres de production du Minas Gerais figurent les municipalités de São Gotardo, Santa Juliana et Carandaí. Quant à la pomme de terre, le principal producteur national est l'État du Minas Gerais, avec 32 % du total produit dans le pays. En 2017, Minas Gerais a récolté environ 1,3 million de tonnes de produit,,,.
Dans la production de manioc, le Brésil a produit un total de 17,6 millions de tonnes en 2018. Minas était le 12e producteur du pays, avec près de 500 000 tonnes.

#### Bétail

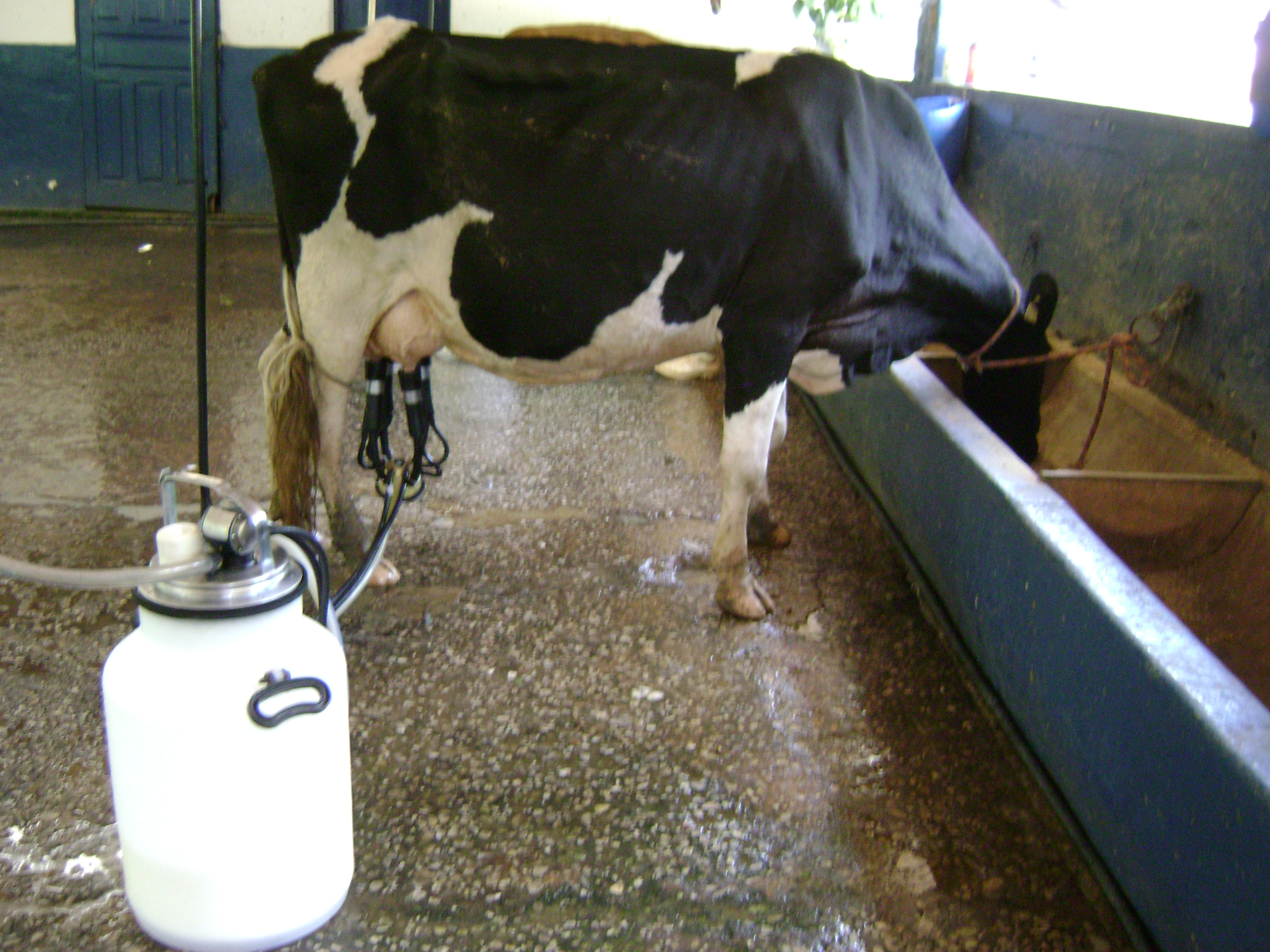
Extraction du lait à Ouro Preto.

En ce qui concerne le troupeau bovin, Minas est le deuxième plus grand du pays. En 2015, elle comptait au total 23,8 millions de têtes de bétail.
Minas est le principal producteur de lait au Brésil, avec le plus grand nombre de vaches traites, responsable de 26,6 % de la production et de 20,0 % du total des animaux laitiers. La municipalité de Patos de Minas était le deuxième producteur en 2017, avec 191,3 millions de litres de lait. En 2015, l'État a produit 9,1 milliards de litres de lait.
En termes de viande de porc, en 2017, Minas possédait le 4e plus grand troupeau du pays, avec 5,2 millions de têtes, soit 12,7 % du total national.
L'État est le troisième producteur d'œufs du pays, avec 9,3 % du total brésilien en 2019 (qui était de 3,83 milliards de douzaines).

#### Mines

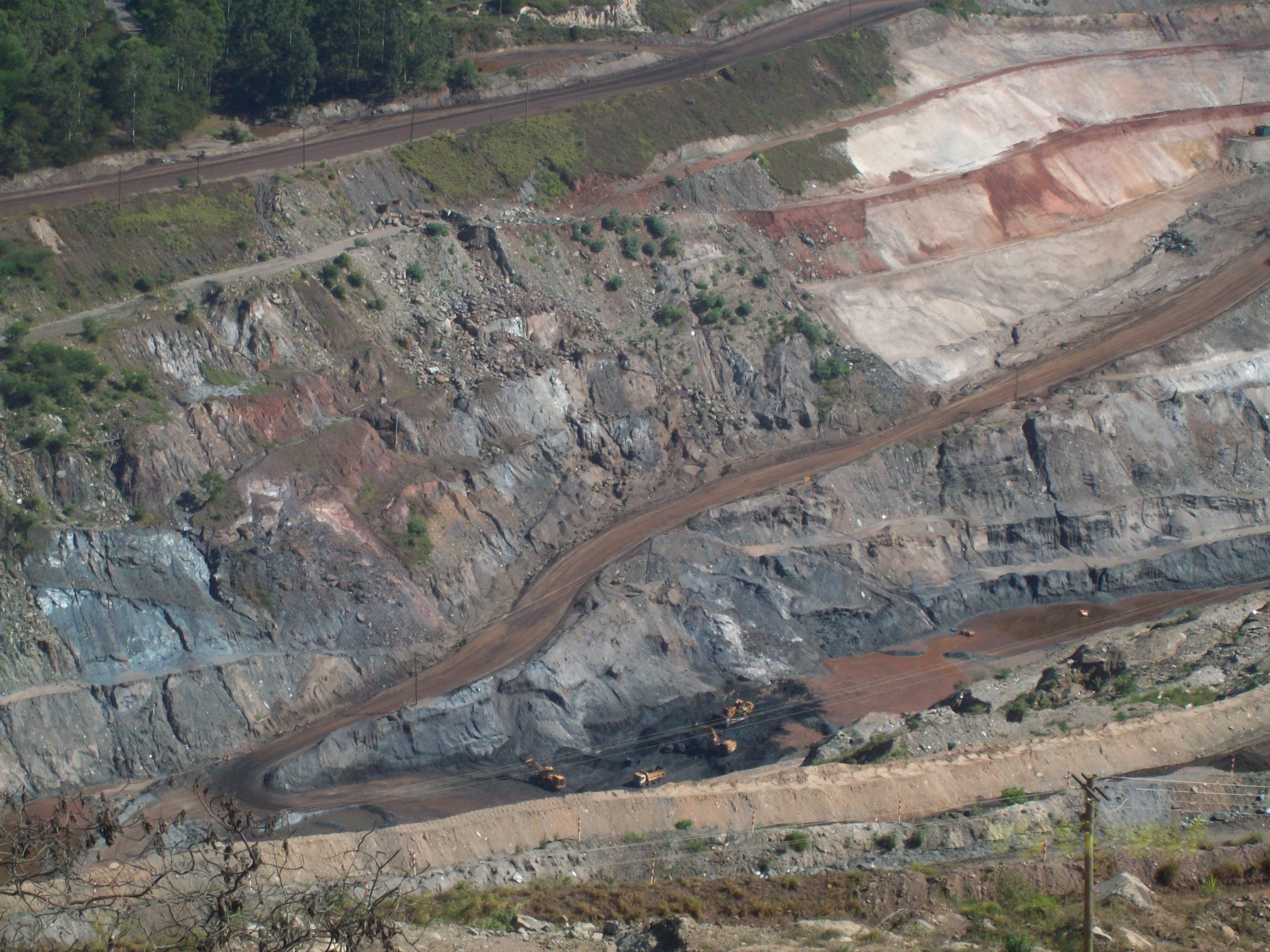
Mine de fer à Itabira.

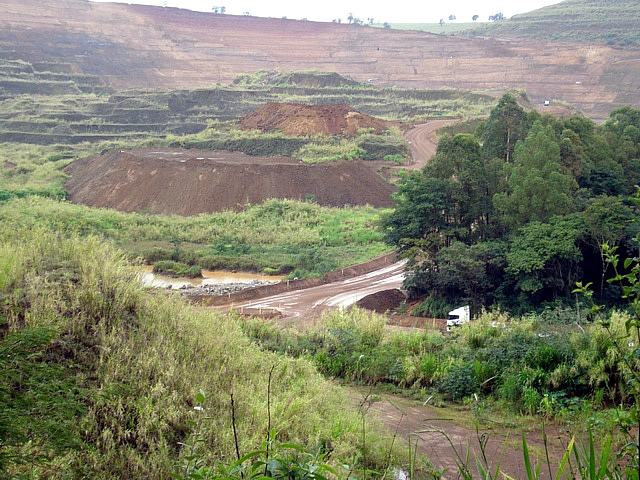
Extraction de niobium dans Araxá.

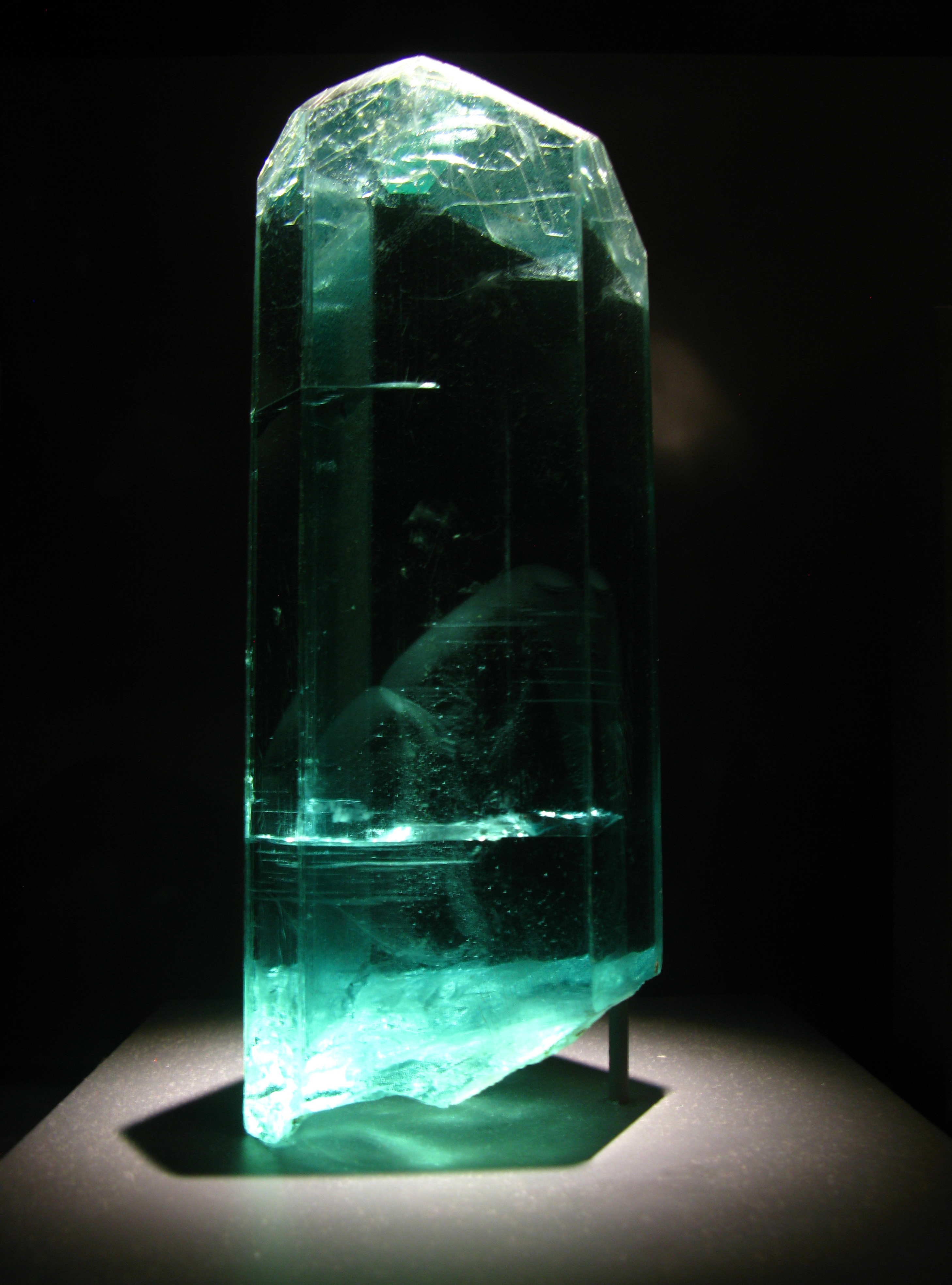
Aigue-marine de Minas Gerais.

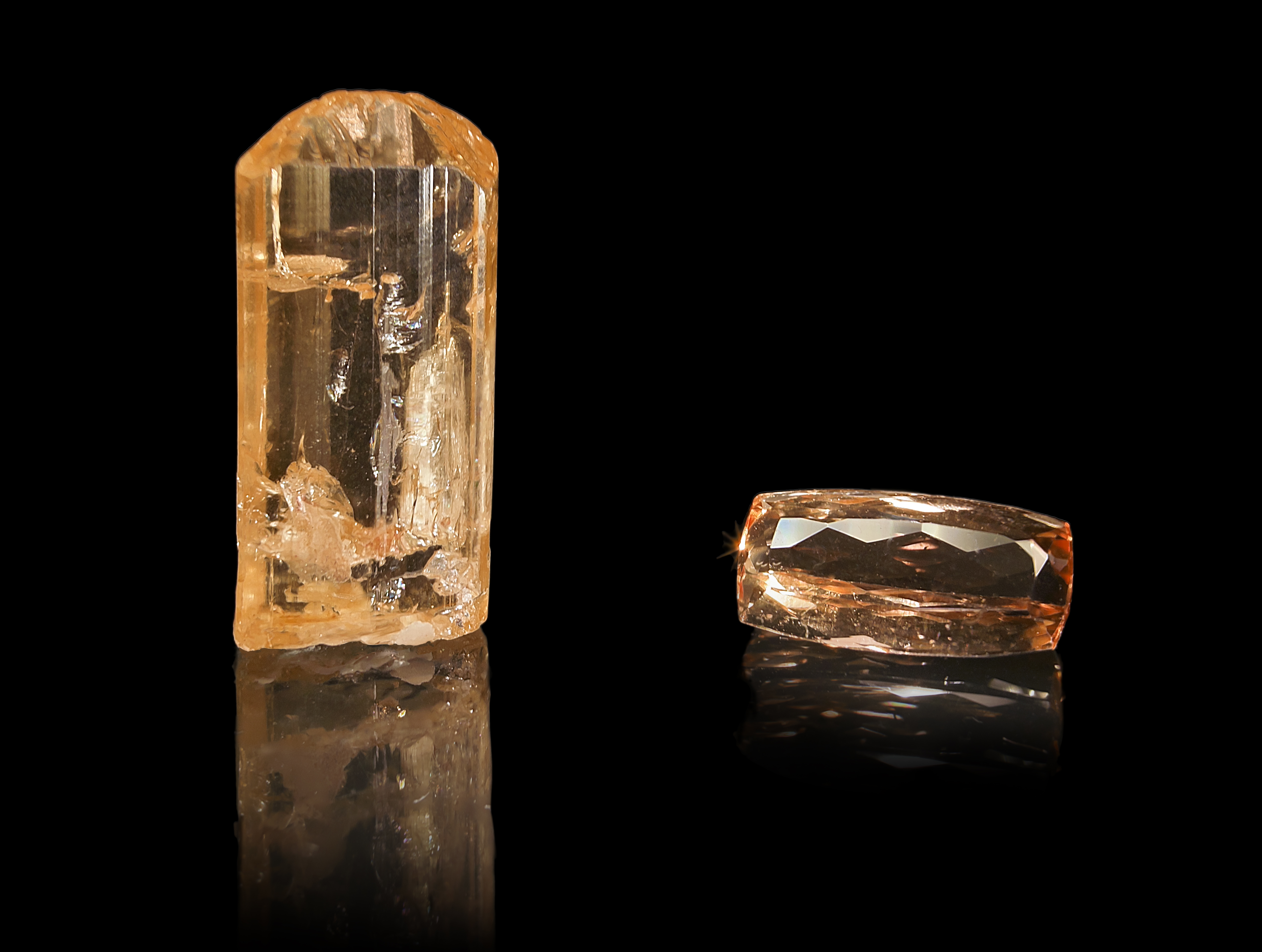
Topaze impériale de Minas Gerais.

En ce qui concerne la production minière, en 2017, Minas Gerais était le plus grand producteur du pays de fer (277 millions de tonnes d'une valeur de 37,2 milliards de réaux), or (29,3 tonnes d'une valeur de 3,6 milliards de réaux), zinc (400 000 tonnes d'une valeur de 351 millions de réaux) et niobium (sous forme de chlorhydrate) (131 000 tonnes d'une valeur de 254 millions de réaux). En outre, Minas était le deuxième producteur d'aluminium (bauxite) (1,47 million de tonnes d'une valeur de 105 millions de réaux), le troisième de manganèse (296 000 tonnes d'une valeur de 32 millions de réaux) et le cinquième d'étain (206 tonnes d'une valeur de 4,7 millions de réaux). Minas Gerais représentait 47,19 % de la valeur de la production de minéraux commercialisée au Brésil (première place), avec 41,7 milliards de réaux,,,.
L'État a la plus grande production de diverses pierres précieuses et semi-précieuses du pays. En aigue-marine, Minas Gerais produit les pierres les plus précieuses du monde. En diamant, le Brésil a été le plus grand producteur de diamants au monde de 1730 à 1870, l'exploitation minière a eu lieu pour la première fois dans la Serra da Canastra, région de Diamantina, faisant même baisser le prix de la pierre en tout à la surproduction. Minas Gerais continue d'exploiter des diamants, en plus d'avoir des productions à plus ou moins grande échelle de agate, émeraude, grenat, jaspe et saphir. Topaze et tourmaline se démarquent. En topaze, le Brésil possède la variété la plus précieuse au monde, topaze impériale, uniquement produite à Ouro Preto. De plus, le pays est le premier producteur mondial de topaze. C'est également l'un des plus grands producteurs de tourmaline au monde,,.
La région possède également des réserves importantes de lithium,

### Secteur industriel

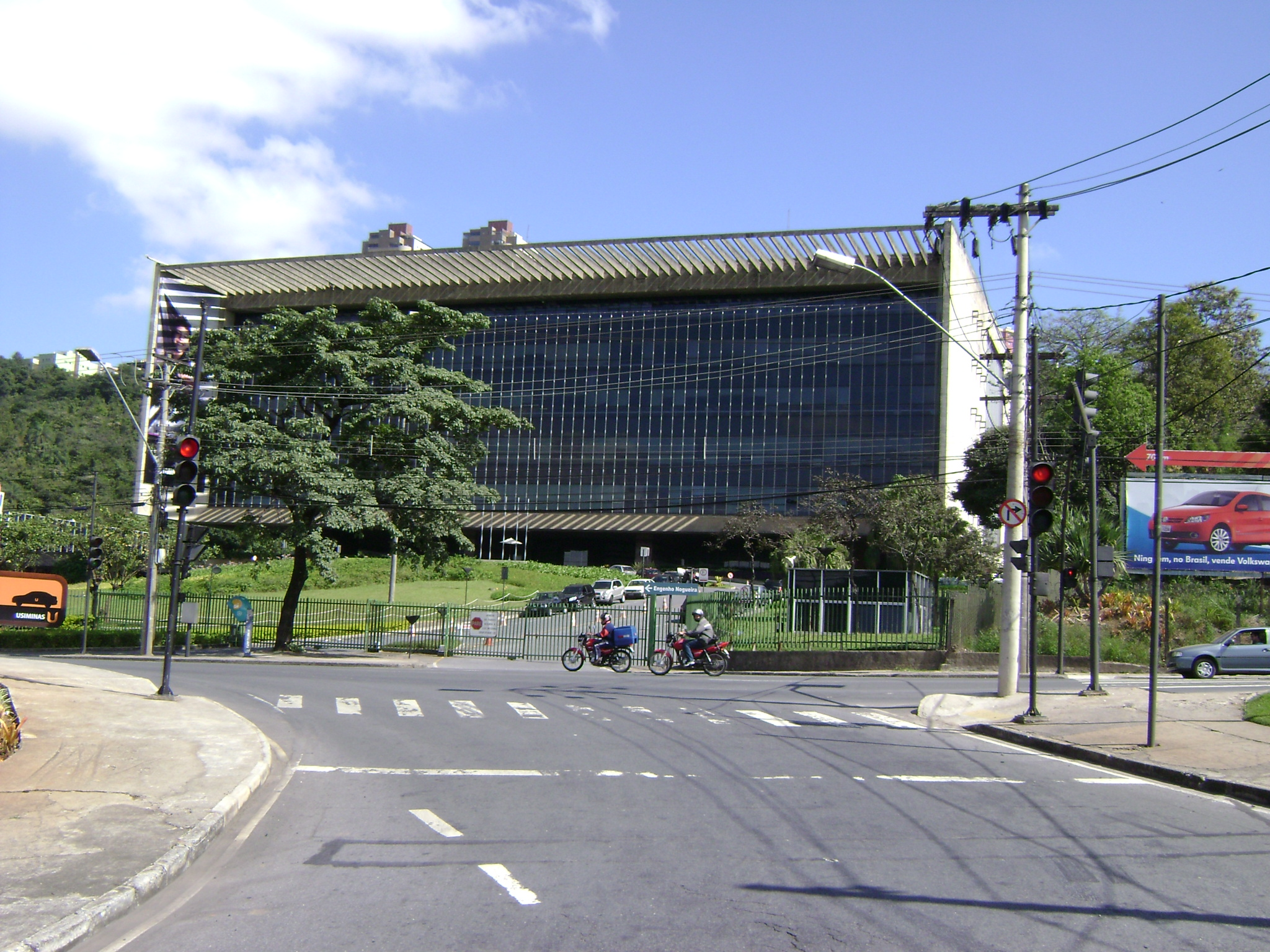
Siège d'Usiminas à Belo Horizonte.

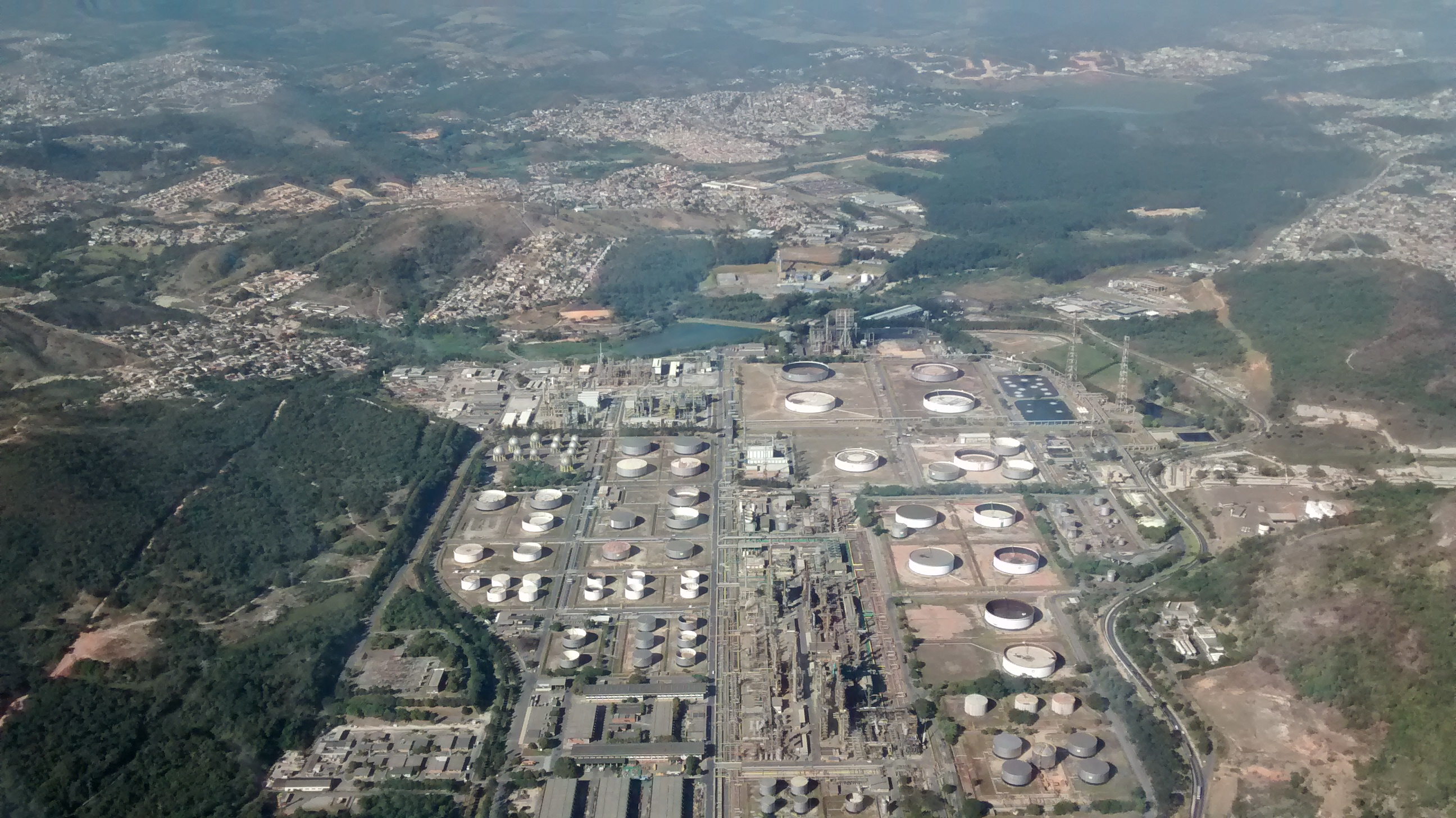
Raffinerie de pétrole à Betim.

Le Minas Gerais avait un PIB industriel de 128,4 milliards de réaux en 2017, soit 10,7 % de l'industrie nationale. Il emploie 1 069 469 travailleurs dans l'industrie. Les principaux secteurs industriels sont : la construction (17,9 %), l'extraction de minéraux métalliques (15,2 %), l'alimentation (13,4 %), les services industriels d'utilité publique, comme l'électricité et l'eau (10,8 %) et la métallurgie (10,5 %). Ces 5 secteurs concentrent 67,8 % de l'industrie de l'État.
Au Brésil, le secteur automobile représente environ 22 % du PIB industriel. Minas est le troisième plus grand constructeur automobile du pays, avec une participation de 10,7 % en 2019. Minas Gerais possède des usines de Fiat et Iveco,,,.
Dans l'industrie sidérurgique, la production brésilienne d'acier brut était de 32,2 millions de tonnes en 2019. Minas Gerais représentait 32,3 % du volume produit sur la période, avec 10 408 millions de tonnes, étant le plus grand centre sidérurgique. Parmi les entreprises sidérurgiques de Minas figurent Usiminas, ArcelorMittal Aços Longos (anciennement Belgo Mineira), Açominas (appartenant à Gerdau), Vallourec & Mannesmann  et Aperam South America,.
Dans l'industrie alimentaire, en 2019, le Brésil était le deuxième exportateur d'aliments transformés au monde, avec une valeur de 34,1 milliards de dollars américains d'exportations. Le revenu de l'industrie brésilienne des aliments et des boissons en 2019 était de 699,9 milliards de réaux, soit 9,7 % du produit intérieur brut du pays. En 2015, l'industrie des aliments et des boissons au Brésil comprenait 34 800 entreprises (sans compter les boulangeries), dont la grande majorité étaient de petite taille. Ces entreprises employaient plus de 1 600 000 travailleurs, faisant de l'industrie des aliments et des boissons le plus grand employeur de l'industrie manufacturière. Il existe environ 570 grandes entreprises au Brésil, qui concentrent une bonne partie du revenu total de l'industrie. Minas Gerais a créé des entreprises alimentaires d'importance nationale telles que Itambé do Mato Dentro et Pif Paf Alimentos,,.
Dans l'industrie de la chaussure, en 2019, le Brésil a produit 972 millions de paires. Les exportations étaient d'environ 10 %, atteignant près de 125 millions de paires. Le Brésil occupe le quatrième rang des producteurs mondiaux, derrière la Chine, l'Inde et le Vietnam, et le 11e parmi les plus grands exportateurs. Minas Gerais a un polo spécialisé dans les chaussures et baskets bon marché à Nova Serrana. La ville compte environ 830 industries, qui en 2017 ont produit environ 110 millions de paires,.
Dans l'industrie textile, le Brésil, bien qu'étant parmi les 5 plus grands producteurs mondiaux en 2013, et représentatif dans la consommation de textiles et de vêtements, est peu intégré dans le commerce mondial. En 2015, les importations brésiliennes se classaient au 25e rang (5,5 milliards de dollars EU). Et au niveau des exportations, il n'était que 40e au classement mondial. La part du Brésil dans le commerce mondial des textiles et des vêtements n'est que de 0,3 %, en raison de la difficulté de concurrencer les prix des producteurs indiens et principalement chinois. La valeur brute de la production, qui comprend la consommation de biens intermédiaires et de services, de l'industrie textile brésilienne correspondait à près de 40 milliards de réaux en 2015, soit 1,6 % de la valeur brute de la production industrielle au Brésil. Minas Gerais a 8,51 % (troisième plus grande production du pays).
Dans l'industrie électronique, la facturation des industries au Brésil a atteint 153,0 milliards de réaux en 2019, soit environ 3 % du PIB national. Le nombre d'employés du secteur était de 234 500 personnes. Les exportations se sont chiffrées à 5,6 milliards de dollars et les importations du pays à 32,0 milliards de dollars. Le Brésil possède deux grands centres de production électroélectronique, situés dans la région métropolitaine de Campinas, dans l'État de São Paulo, et dans la zone libre de Manaus, dans l'État d'Amazonas. Le pays a également d'autres centres plus petits, l'un d'eux dans la municipalité de Santa Rita do Sapucaí, dans l'État de Minas Gerais. À Santa Rita do Sapucaí, 8 000 emplois sont liés au secteur, avec plus de 120 entreprises. La plupart d'entre eux produisent des équipements pour l'industrie des télécommunications, tels que des décodeurs, y compris ceux utilisés dans la transmission du système de télévision numérique La société Multilaser produit dans la ville de Extrema,.

## Infrastructures

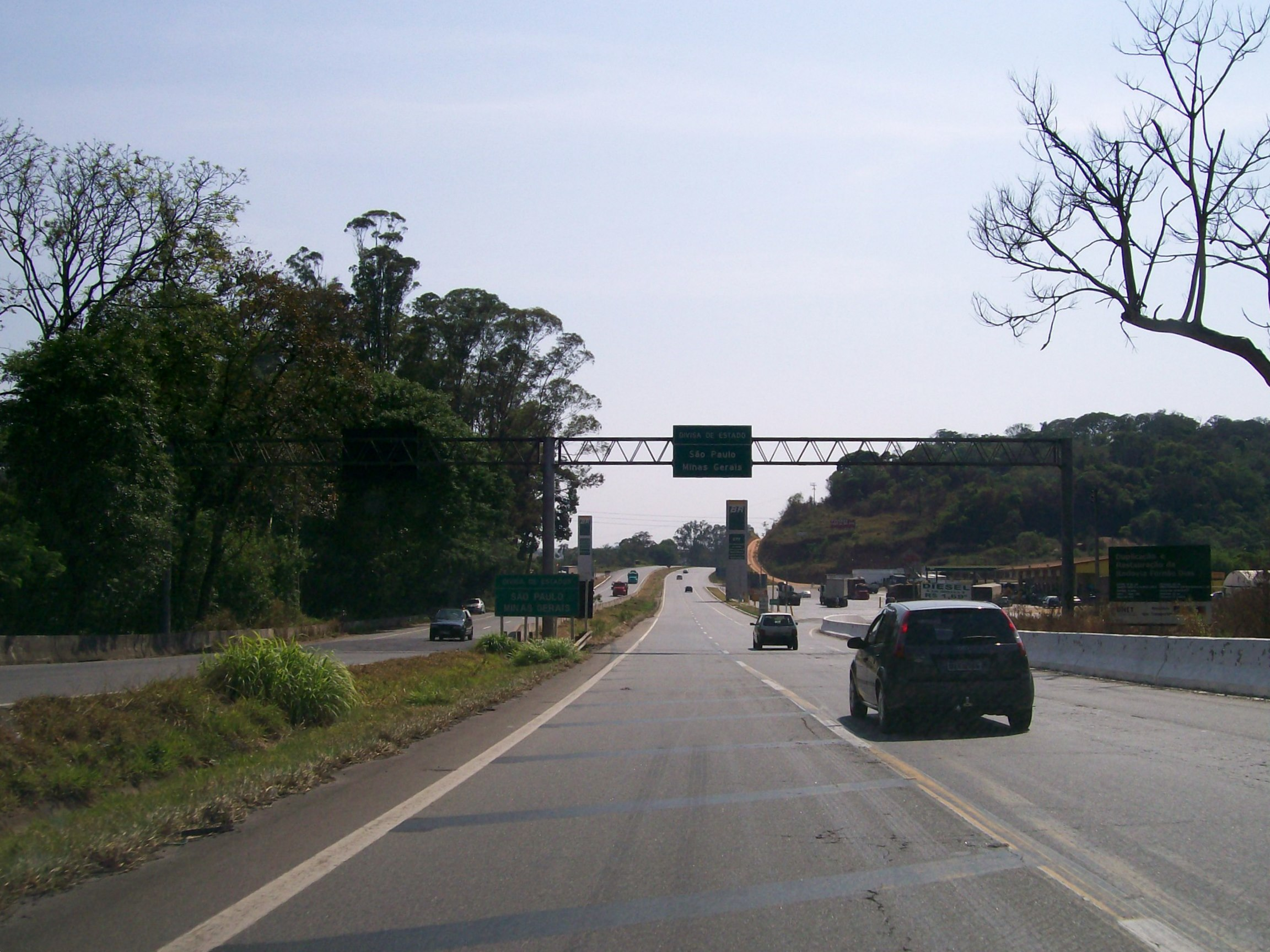
BR-381, frontière entre São Paulo et Minas Gerais.

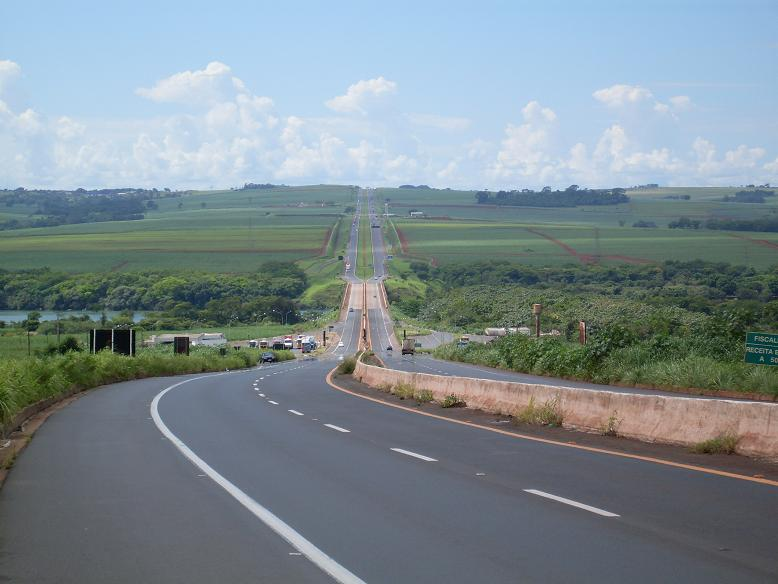
BR-050, frontière entre São Paulo et le Triangle mineiro.

Aéroport international de Belo Horizonte/Confins.

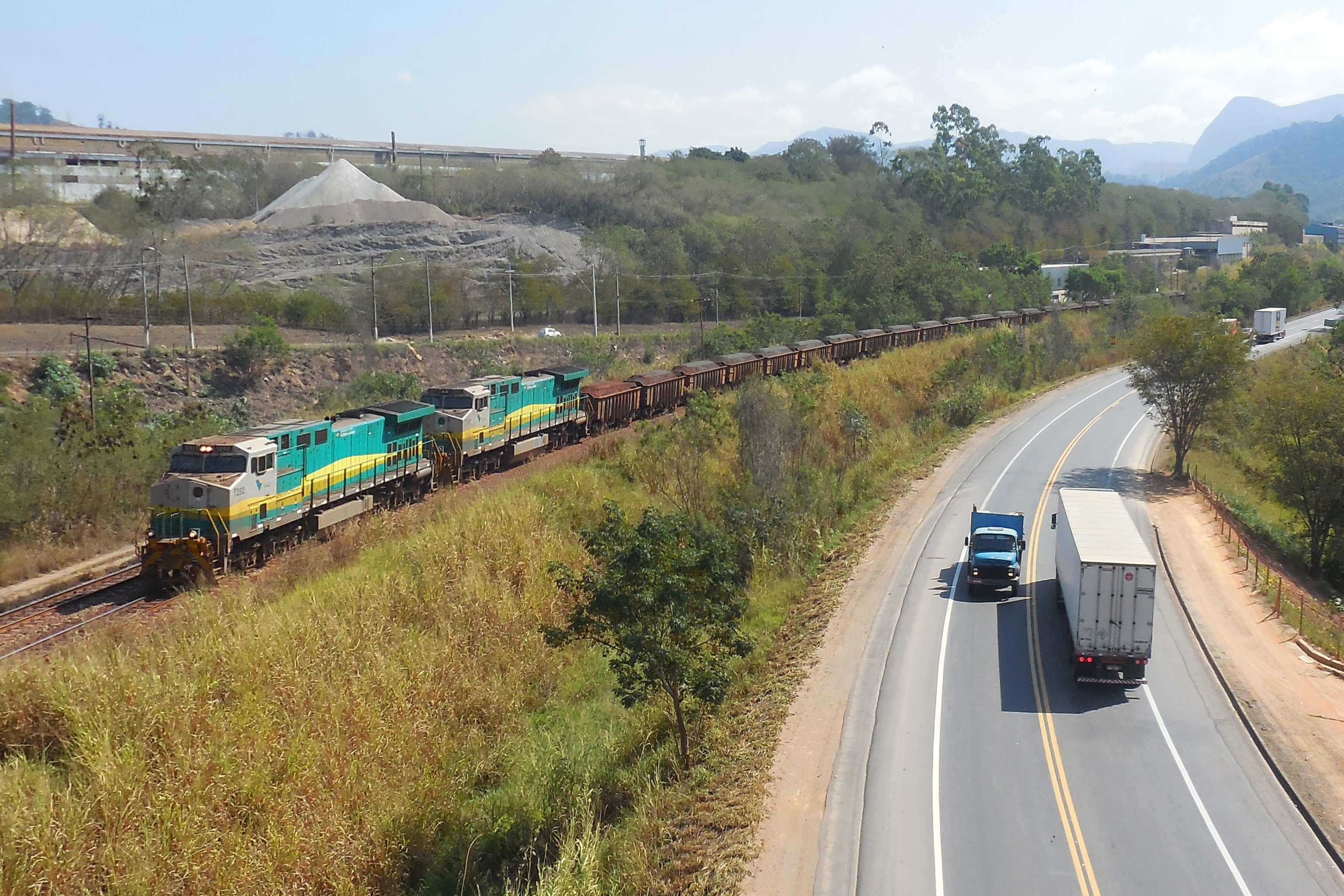
Train Vale transportant du minerai de fer à Timóteo.

En novembre 2020, l'État de Minas Gerais comptait, en plus des routes municipales, 39 738 km d'routes dans l'état de Minas et fédérales, dont 29 255 km étaient goudronnées et 2 505 km étaient des autoroutes. L'État a des autoroutes qui partent de la capitale Belo Horizonte et la relient à São Paulo (BR-381) et Rio de Janeiro (BR-040), et dans sa partie ouest (BR-050, BR-153 et BR-365 dans la zone connue sous le nom de Triangle mineiro, entre les États de São Paulo et Goiás, près de Uberaba et Uberlândia). Certaines parties de BR-262 sont également dupliquées. L'État présente cependant, en général, un déficit de dédoublement, avec des tronçons d'une seule voie avec circulation au-dessus de la limite de saturation. Récemment, en 2022, un projet a été créé pour accorder BR-381 à l'initiative privée, avec l'intention de doubler 215 km entre Belo Horizonte, Ipatinga et Novo Oriente de Minas,,,.
L'État compte plusieurs aéroports, tels que l'aéroport international de Belo Horizonte/Confins et l'aéroport de Belo Horizonte-Pampulha (les deux principaux), l'aéroport de Belo Horizonte-Carlos Prates, l'aéroport d'Uberlândia, l'aéroport de Montes Claros et l'aéroport d'Uberaba. Il existe également d'autres aéroports plus petits, tels qu'Alfenas, Araxá, Caxambu, Diamantina, Divinópolis, Espinosa, Frutal, Governador Valadares, Ipatinga, Ituiutaba, Juiz de Fora, Leopoldina, Monte Verde, Patos de Minas, Poços de Caldas, Pouso Alegre, São João del-Rei, Unaí, Varginha, entre autres.
Le transport ferroviaire est présent depuis le XIXe siècle, lorsque le chemin de fer Central do Brasil a été construit dans les années 1860. En 1874, le chemin de fer Leopoldina a été inauguré. En 1880, l'Estrada de Ferro Oeste de Minas a été fondée et au cours des décennies suivantes, plusieurs autres chemins de fer ont été ouverts sur le territoire de Minas Gerais. À partir des années 1960, les chemins de fer ont commencé à être remplacés par des routes, en raison de la demande croissante du parc automobile, ce qui a entraîné la fermeture de certaines voies ferrées et de certaines succursales. Dans les années 1990, l'ensemble du système ferroviaire national a été privatisé, désactivant les services passagers restants sur certaines lignes locales. Cependant, il existe encore des chemins de fer actifs qui traversent Minas Gerais, utilisés aujourd'hui uniquement pour le transport de marchandises, tels que l'ancien chemin de fer Central do Brasil, le chemin de fer Leopoldina, le chemin de fer Western Minas et le chemin de fer de l'acier, gérés par les concessionnaires. Centre ferroviaire. Atlantique. Le chemin de fer Vitória a Minas (EFVM) est responsable du transport de la production de Vale et d'autres entreprises publiques vers le port de Tubarão, à Vitória, Espírito Santo, et exploite également le seul train de voyageurs quotidien au Brésil qui parcourt de longues distances, entre Vitória et Belo Horizonte, reliant d'autres villes qui ont également des gares,,.

## Énergie

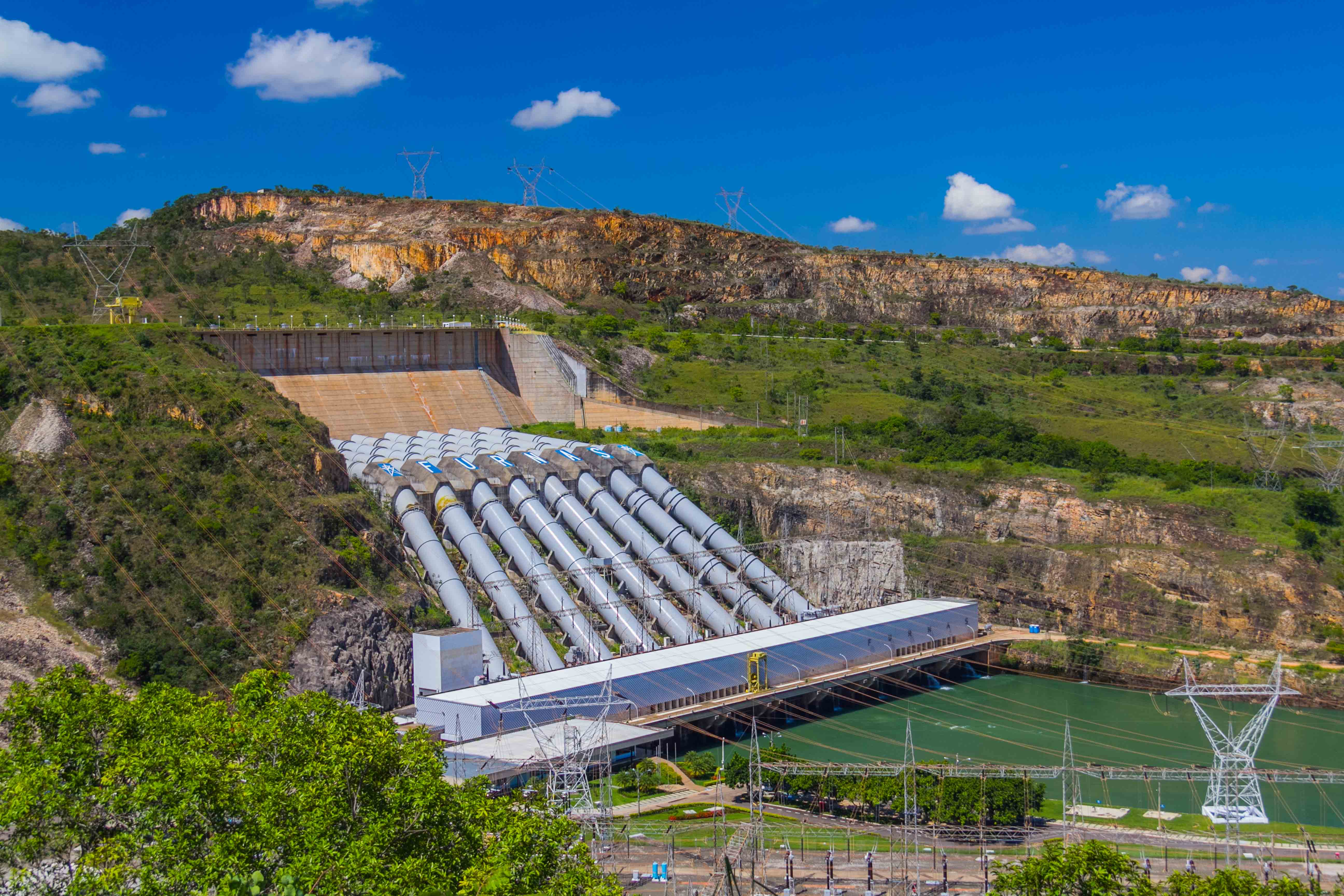
Vue de la Centrale hydroélectrique de Furnas dans le sud de l'État.

Le Minas Gerais est l'un des États les plus demandeurs d'énergie, avec une consommation totale qui a atteint 35,8 millions de tonnes d'équivalent pétrole en 2010, ce qui correspond à 13,2 % de la demande nationale, dont la majeure partie est destinée au secteur industriel. Minas Gerais est l'un des plus grands producteurs d'énergie hydroélectrique du pays, avec de grands générateurs, parmi lesquels les centrales hydroélectriques de Furnas,  Itumbiara et São Simão. En mai 2022, c'était le 4e État brésilien avec la puissance hydroélectrique la plus installée,.
Récemment, l'État a excellé dans la production d'énergie solaire. En mars 2022, Minas était le premier État brésilien avec le plus d'énergie solaire installée dans la modalité de microgénération distribuée individuelle. En mai 2022, Minas était également le 3e État brésilien en termes de puissance installée dans les grandes centrales solaires, seulement dépassées par Bahía et Piauí. L'état a une forte irradiation solaire, ce qui le favorise dans cet aspect.

## Tourisme

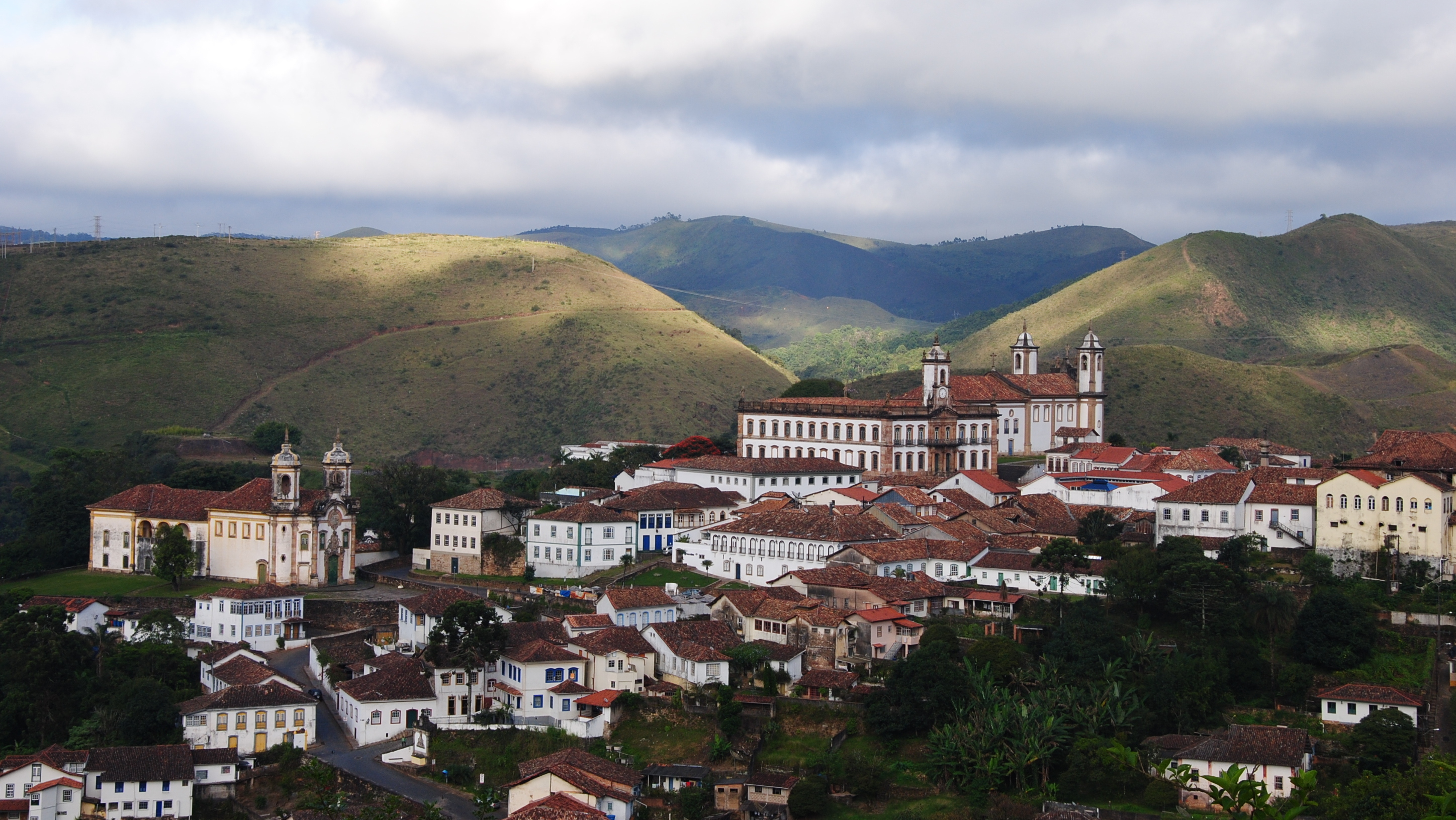
La ville coloniale de Ouro Preto, Patrimoine mondial, est l'une des destinations les plus populaires du Minas Gerais.

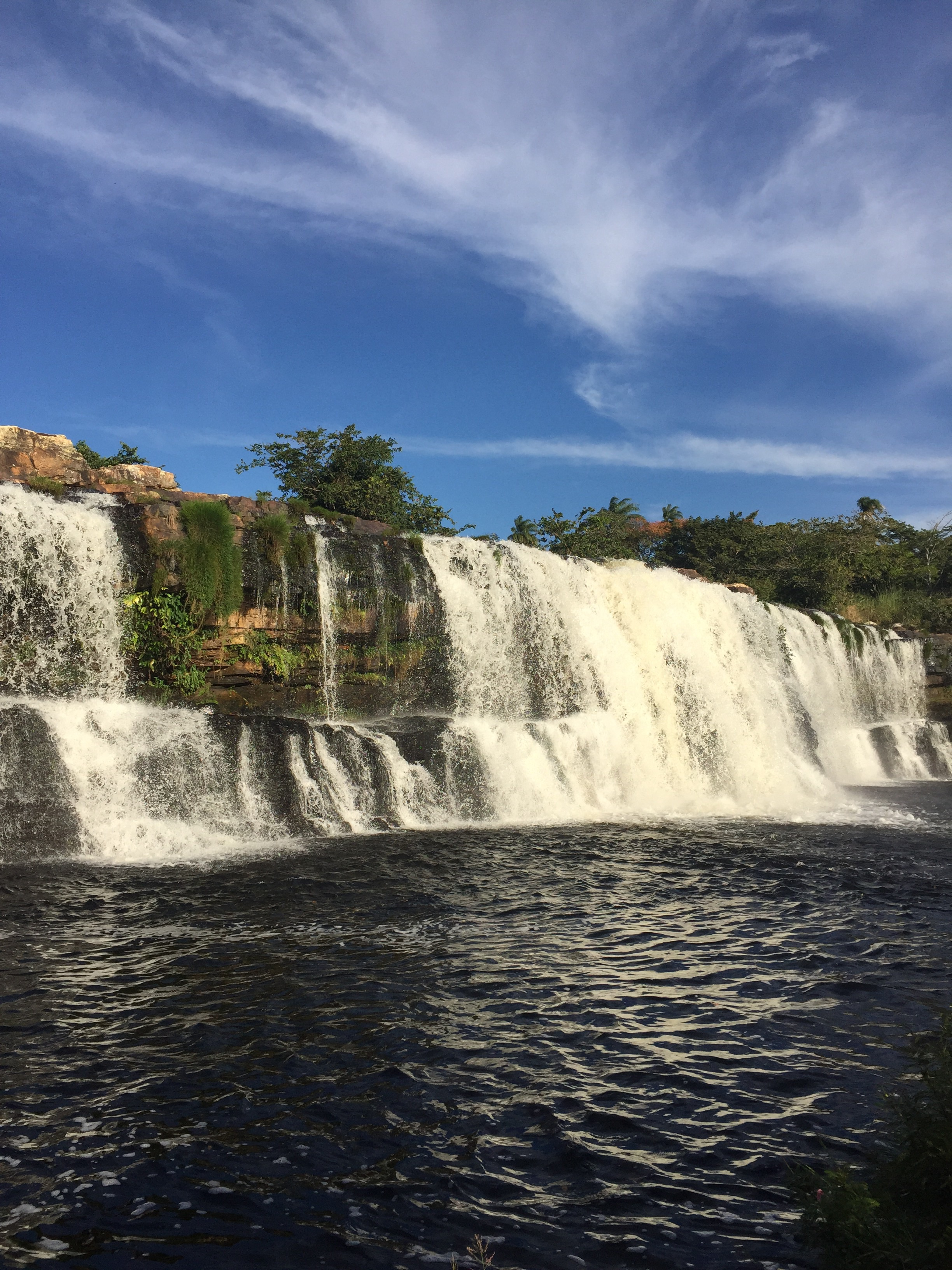
Cascade dans Serra do Cipó.

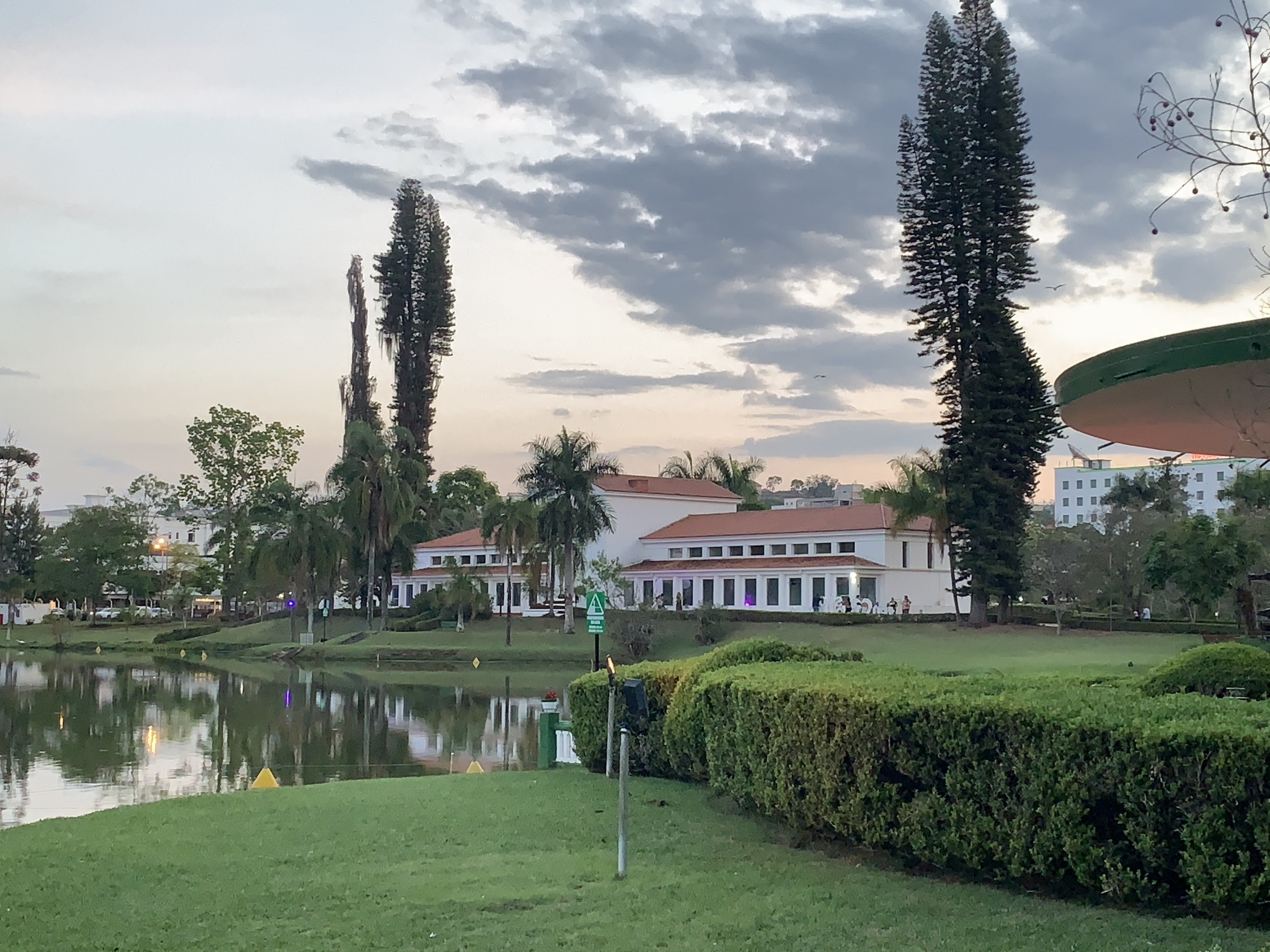
Bains publics à Sao Lourenço.

L'un des circuits touristiques les plus importants du Minas Gerais est l'Estrada Real, qui passe par les anciennes routes utilisées pour transporter l'or des mines, reliant la région centrale de l'État aux villes de Rio de Janeiro et Parati. Les différents itinéraires de ce circuit présentent des attraits historiques, culturels et naturels pour ses visiteurs. Un autre aspect remarquable du tourisme dans le Minas Gerais comprend les visites de villes historiques, qui conservent des bâtiments de musées coloniaux, en plus d'inclure des musées et des espaces culturels qui révèlent le passé de ces lieux. Parmi ces villes, Ouro Preto se démarque, où se trouve le Musée de l'Inconfidência.
Le relief de l'État, avec une abondance de sommets et de montagnes (surtout les grands sommets), en plus du grand nombre de grottes et de cavernes, de rivières et de lacs naturels et artificiels, et la richesse de la faune et de la flore de l'État, attirent les pratiquants. .de l'écotourisme. et le tourisme d'aventure. Un autre segment pertinent est le tourisme rural, puisque Minas est l'un des États avec le plus de développements à cet effet. Dans la région centrale de l'État, outre les villes historiques et la capitale, se trouvent des parcs nationaux tels que Serra do Cipó, ainsi que le musée Inhotim, qui possède l'une des plus grandes collections d'art contemporain du pays. Dans le sud de l'état, il y a le Circuito das Águas, connu pour ses spas minéraux. São Lourenço et Poços de Caldas sont des villes célèbres pour leurs spas, leurs sources chaudes et leurs thermes,.
Il met également en évidence le tourisme d'affaires, qui est en plein essor, car ces dernières années, d'importants événements de projection internationale ont eu lieu dans l'État. En particulier, la ville de Belo Horizonte se distingue dans ce segment, attirant de plus en plus de foires, congrès et réunions, ce qui peut être attribué à l'infrastructure de la ville et à son important réseau hôtelier. D'autres villes de l'intérieur (telles que Juiz de Fora, Uberaba et Uberlândia) offrent également des options pour organiser de grands événements d'affaires.

## Gastronomie

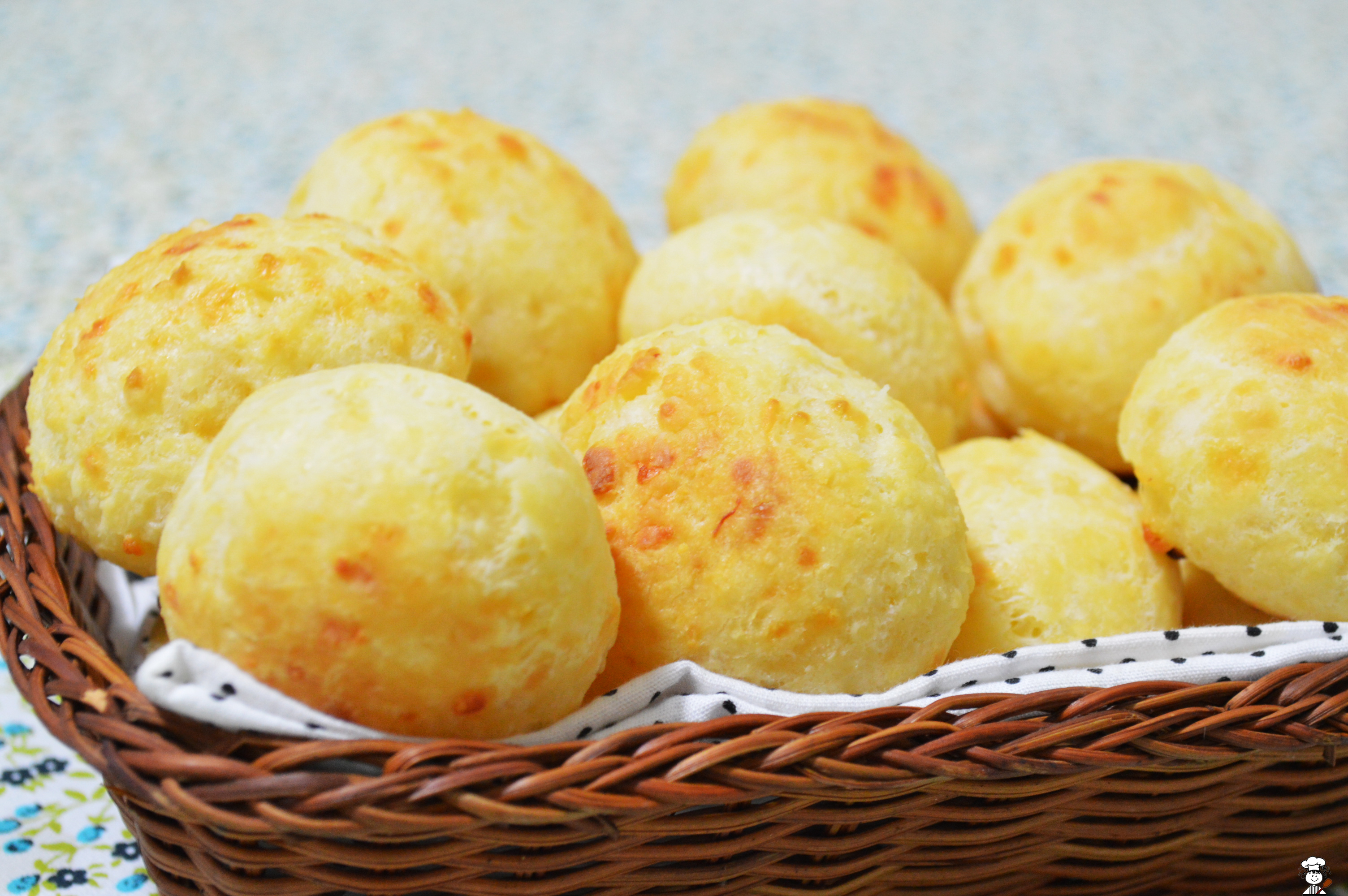
Le pão de queijo (pain au fromage) est l'un des plats les plus typiques de Minas Gerais, souvent servi avec du café ou du lait.

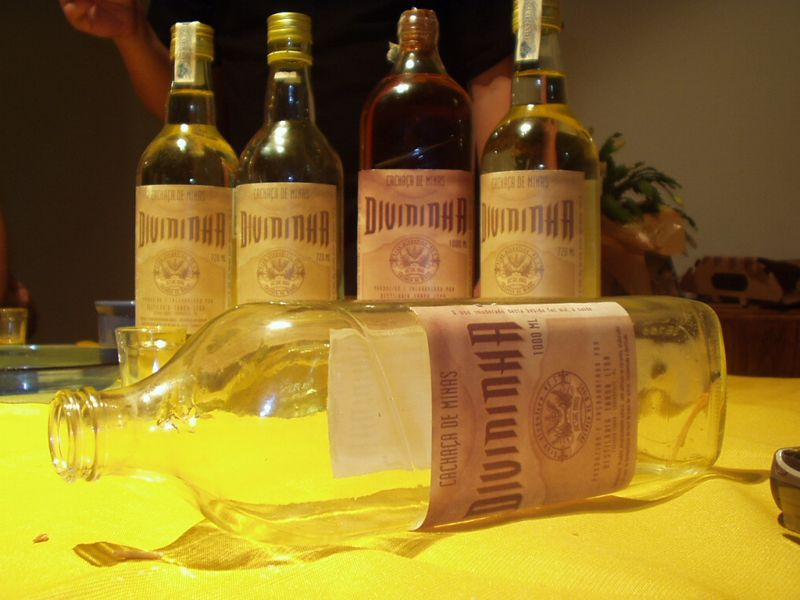
Cachaça.

En tant que producteur de produits alimentaires et en état rural, sa gastronomie a une marque déposée au Brésil, le mélange de cultures a entraîné une explosion de saveurs.
La gastronomie est une caractéristique frappante de l'État, célèbre pour ses plats typiques et différenciés, tels que le pão de queijo, le plus célèbre et le plus consommé du pays. L'État est également reconnu par son doce de leite, et que Minas Gerais est le principal producteur de lait du pays, et par son Fromage Minas, de couleur blanche et très léger à consommer. Typiques de l'état sont haricot tropeiro avec torresmo, tutu de haricot, poulet avec gombo ragoût, fromages artisanaux, pâte de goyave, paçoca, pamonha, arroz com leite, cachaça (à Minas et dans l'ancien État de São Paulo, se trouve la plus grande production mondiale de canne à sucre, la base de la production de cachaça) et café (puisque l'État est le plus grand producteur de café au Brésil). En dehors de Minas Gerais, il est courant de trouver des restaurants spécialisés dans la cuisine d'État,.

## Sport

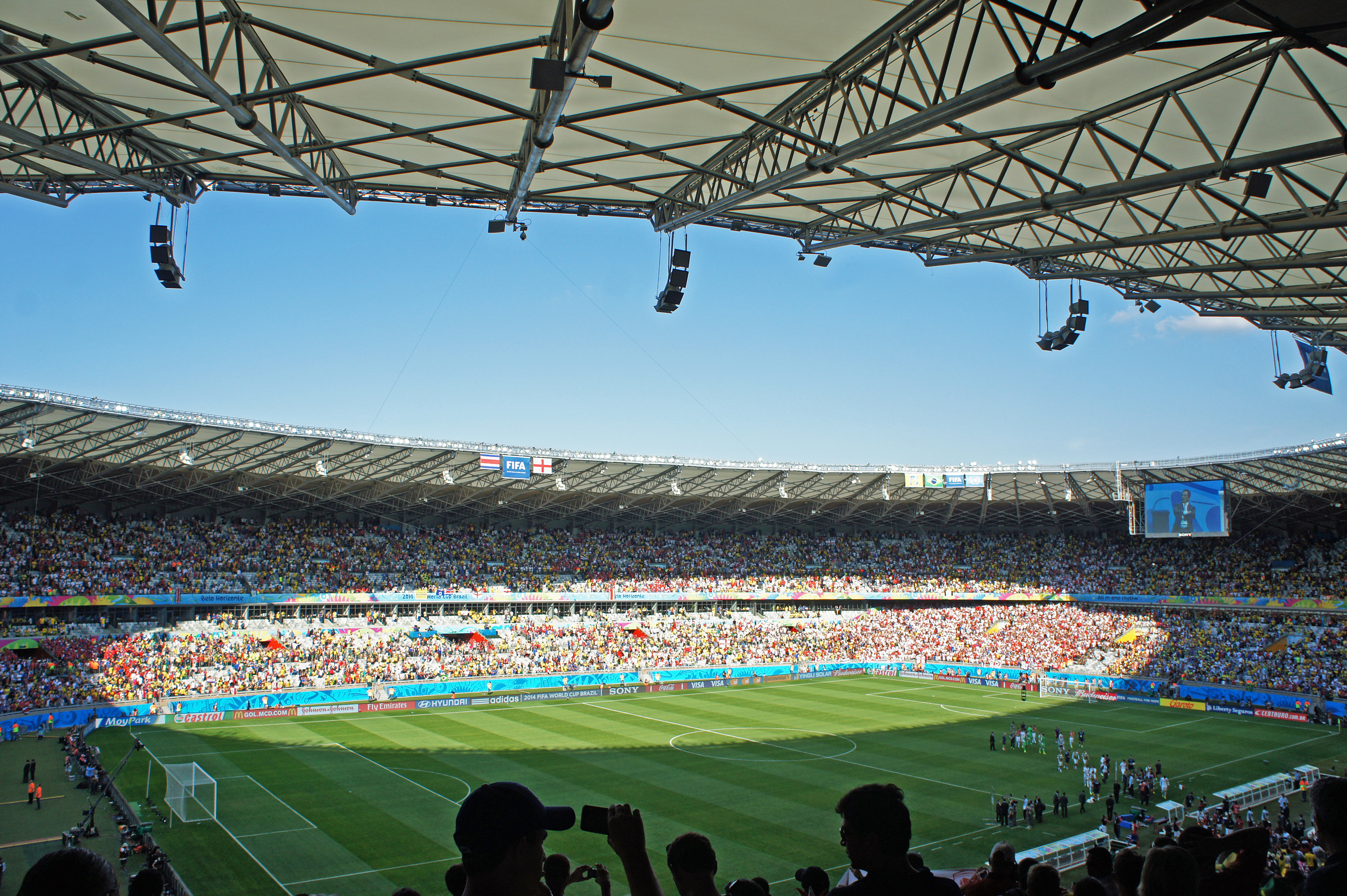
Le stade de Mineirão est le deuxième plus grand du Brésil, après le Maracanã.

Le football est l'un des sports les plus populaires de l'État de Minas Gerais, y compris les principales équipes Atlético Mineiro, Cruzeiro, América Mineiro, Villa Nova, Tupi, Ipatinga, Boa Esporte et Caldense,.
Parmi les plus grands stades de football de l'État, nous soulignons le stade Governador Magalhães Pinto, le Mineirão, qui était l'une des arènes de la Coupe du monde de football 2014 ; le Independência dans la capitale, Parque do Sabiá à Uberlândia, Mário Helênio à Juiz de Fora, Melão à Varginha, Arena do Jacaré à Sete Lagoas et Ipatingão,.
Dans l'état, les joueurs de tennis Marcelo Melo et Bruno Soares sont nés, qui étaient respectivement nº1 et nº2 du monde en double,. C'est aussi le lieu de naissance de Ronaldo da Costa, ancien détenteur du record du monde du marathon ; et des médaillés olympiques tels que Maicon de Andrade en taekwondo, Marcus Mattioli en natation, Moysés Blás et Cláudia Pastor en baloncesto, ; Adenízia da Silva, Ana Carolina da Silva, Ana Flávia Sanglard, Ana Paula Henkel, Anderson Rodrigues, Camila Brait, Érika Coimbra, Fabiana Claudino, Gabriela Guimarães, Giovane Gávio, Hilma, Márcia Fu, Xandó, Maurício Souza , Lucarelli, Sassá, Sheilla Castro, Talmo et Walewska en volleyball ; en tant que médaillés aux championnats du monde comme André Cordeiro, Henrique Barbosa, Larissa Oliveira, Nicolas Oliveira, Rodrigo Castro et Teófilo Ferreira en natation,.
Minas possède certains des clubs et associations sportives les plus puissants du sport olympique brésilien, tels que Minas Tênis Clube en natation, volley-ball, basket et judo et  Sada Cruzeiro en volley-ball.

## Communications
Les codes téléphoniques pour les villes du Minas Gerais (MG) vont de 31 (comme Belo Horizonte) à 38 (comme Espinosa).

## Gouverneurs
| Période | Période  | Identité                    | Étiquette | Qualité |
| ------- | -------- | --------------------------- | --------- | ------- |
| 1984    | 1987     | Hélio Garcia                | PMDB      |         |
| 1987    | 1991     | Newton Cardoso              | PMDB      |         |
| 1991    | 1994     | Hélio Garcia                | PMDB      |         |
| 1995    | 1998     | Eduardo Azeredo             | PSDB      |         |
| 1999    | 2002     | Itamar Franco               | PMDB      |         |
| 2003    | 2010     | Aécio Neves                 | PSDB      |         |
| 2011    | 2014     | Antônio Anastasia           | PSDB      |         |
| 2014    | 2014     | Alberto Pinto Coelho Júnior | PP        |         |
| 2015    | 2018     | Fernando Pimentel           | PT        |         |
| 2019    | En cours | Romeu Zema                  | NOVO      |         |

## Honneur
L'astéroïde (10769) Minas Gerais porte son nom.